# Abbaye de Chaalis
Vous lisez un « article de qualité » labellisé en 2012.
L’abbaye royale de Chaalis est une ancienne abbaye cistercienne située à Fontaine-Chaalis, au centre de la forêt d'Ermenonville, face au parc de loisirs La Mer de sable, dans le département de l’Oise, en région des Hauts-de-France, à environ quarante kilomètres au nord-est de Paris, près de Senlis.
Elle est fondée en 1136 par le roi de France Louis VI le Gros et confiée aux moines de l'abbaye de Pontigny. Une abbatiale de grande dimension est construite au début du XIIIe siècle et bénéficie de dons considérables et de faveurs. L'abbaye devient un centre économique et intellectuel important, accueillant à plusieurs reprises les rois de France et comptant plusieurs intellectuels parmi ses membres. Elle possède par ailleurs un très grand nombre de dépendances sous la forme de granges monastiques qui contribuent à lui assurer des revenus colossaux. Après une période de déclin à la fin du Moyen Âge, l'abbaye connaît une période de renaissance artistique avec ses premiers abbés commendataires venus d'Italie. Hippolyte d'Este invite ainsi des artistes tels que Sebastiano Serlio ou Le Primatice. Au XVIIIe siècle, de nouveaux bâtiments conventuels sont construits sous la direction de l'architecte Jean Aubert, sans jamais être achevés. Après sa vente comme bien national pendant la Révolution et la destruction de l'abbatiale, le domaine est transformé au XIXe siècle en résidence de chasse. Nélie Jacquemart, grande collectionneuse, en fait l’acquisition et le lègue à l'Institut de France, avec les œuvres d'art qui y sont conservées.
Le domaine, classé au titre des monuments historiques le 9 septembre 1965, contient actuellement les ruines de l'ancienne abbatiale et du cloître, l'ancienne chapelle abbatiale et ses fresques de la Renaissance, une roseraie et un parc, ainsi que le musée Jacquemart-André et ses collections de peintures, sculptures et arts décoratifs qui sont installées dans le château.

## Situation
L'abbaye est située dans la région historique du Valois, depuis ses origines dans l'ancien domaine royal, à environ 40 km au nord-est de Paris, à 10 km au sud-est de Senlis et à 2,5 km au nord d'Ermenonville. Son domaine était situé sur le territoire de l'ancien diocèse de Senlis,.
Ce domaine est par ailleurs situé au cœur de l'actuelle forêt d'Ermenonville, au milieu d'un domaine de mille hectares dont environ six cents forestiers appartenant à l'Institut de France et géré par l'Office national des forêts. L'abbaye est plus particulièrement située dans la vallée de la Launette, affluent de la Nonette dans le bassin versant de l'Oise, au milieu d'étangs aménagés par les moines afin de drainer les anciens marécages de la vallée. On accède à l'abbaye par la route nationale 330. Juste en face de l'accès à l'abbaye, se trouve l'entrée du parc d'attraction de la Mer de sable.

## Historique

### Fondation
La première mention du lieu apparaît dans un document du VIIe siècle. Un moulin est alors signalé au lieu-dit Cadolaicus appelé par ailleurs Calisium, soit Kaeliez en langue vulgaire. Il est ensuite revendiqué par l'abbaye de Saint-Denis lors d'un conflit l'opposant au maire du palais Grimoald II, gestionnaire des domaines royaux, selon un diplôme de Childebert IV, datant de 710. Un jugement royal est prononcé finalement en faveur de l'abbaye. Un prieuré bénédictin consacré à la Vierge est signalé au début du XIIe siècle dans cette zone marécageuse à proximité des rives de la Launette, au lieu-dit actuel de La Chapelle-Chaalis, à 2 km de l'actuel site selon l'archéologue François Blary. Ce prieuré dépend alors du monastère de la Madeleine de Mello, dont la fondation remonte à 1100, voulue par Renaud de Mello à son retour de la première croisade. Ce prieuré est alors lui-même une dépendance de l'abbaye bénédictine de Vézelay,.
Le roi Louis VI, dit « le Gros », qui vient régulièrement chasser dans les environs de ses palais de Ver et de Senlis, souhaite honorer la mémoire de son cousin, Charles le Bon, comte de Flandre, assassiné à Bruges par ses sujets révoltés le 2 mars 1127. Il décide de fonder un lieu où prier son cousin. Il choisit pour cela l'actuel site de Chaalis, dont le nom est transformé en Caroli Locus, lieu de Charles. Cependant l'ancien nom de Chaalis persiste par la suite dans le langage courant. Il demande à l'abbé Albéric de Vézelay de céder sa possession à l'abbaye de Pontigny, elle-même dépendant de Cîteaux, en échange de 10 sols de cens annuel accordé au prieuré de la Madeleine de Mello. Le roi demande à l'abbé Guichard de Pontigny d'envoyer douze moines s'installer sur place, sous la conduite du premier abbé, André de Baudiment, ancien sénéchal de Thibaut IV de Blois. L'acte de fondation est accordé le 10 janvier 1136 ou 1137 (en nouveau style),.
L'année suivante, en 1138, le fils de Louis le Gros, Louis VII le Jeune, qui vient de lui succéder, confirme cette fondation. Il est appuyé en cela par les seigneurs Guillaume de Mello, Renaud, comte de Dammartin, et Étienne de Senlis, évêque de Paris, qui lui donnent un certain nombre de terres et de bois aux alentours. Pour aider la fondation, les rois de France lui achètent les terres de Fourcheret un peu plus au nord, Fay près de Béthisy et Vaulerent où des granges sont fondées quelque temps plus tard,,.
Les papes accordent quinze bulles de privilèges à l'abbaye entre 1142 et 1197. De nombreuses donations de terres viennent compléter cette fondation, venues de plusieurs seigneurs de la région. Un réseau de granges est constitué dans tout le nord-est du Bassin parisien pour gérer ces terres et leurs ressources.

### L'Abbaye au Moyen Âge

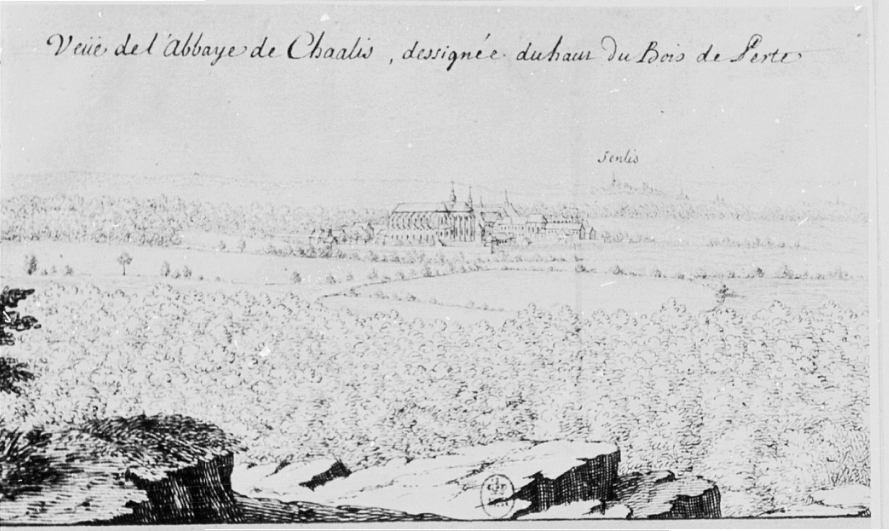
Une des rares représentations de l'abbatiale avant sa destruction. Dessin à la plume du XVIIIe siècle, Bibliothèque nationale de France, dept. des estampes.

#### Construction de l'abbatiale
Une première église est construite sur le site au milieu du XIIe siècle, sans qu'il en reste de trace aujourd'hui. L'abbé Guillaume de Dongeon est probablement à l'initiative de la construction d'une nouvelle abbatiale, peu de temps avant son départ à Bourges en 1199. En 1202, un nouveau bâtiment de style gothique est en chantier, sous la houlette de l'abbé Adam, son successeur. Avec ses 82 mètres de longueur et ses 40 mètres de largeur, elle est, jusqu'à sa destruction, l'une des plus grandes églises cisterciennes du royaume. Elle est consacrée le 2 octobre 1219 par frère Folquet de Marseille, évêque de Toulouse et frère Guérin, évêque de Senlis et chancelier de Philippe Auguste. Plusieurs évêques de Senlis ont été auparavant abbés de Chaalis. Dix-sept d'entre eux sont par la suite enterrés dans le chœur de l'abbatiale, dont Guérin lui-même,.

#### Présence royale et vie intellectuelle

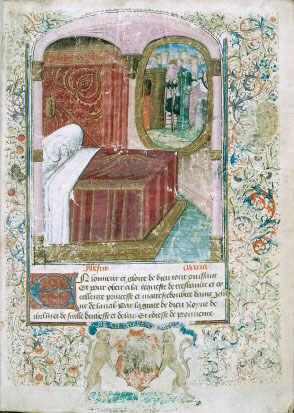
Le songe de Guillaume de Digulleville. Début du Pèlerinage de l'âme, manuscrit de la bibliothèque municipale de Soissons, ms.208, f.1.

Louis IX de France vient régulièrement à Chaalis, où il tient à partager la vie des moines. Il donne à l'abbaye en 1262 les reliques d'un compagnon de saint Maurice ainsi que celles de sainte Berge. En 1378, Charles V y séjourne en compagnie de son bibliothécaire Gilles Mallet, et fait réaliser, à ses frais, des travaux de réfection et de fortification pour protéger les bâtiments des combats de la guerre de Cent Ans,.
L'abbaye est à cette époque le centre d'une vie intellectuelle féconde. Elle possède une importante bibliothèque : un inventaire de la fin du XIIe ou début du XIIIe siècle recense déjà 216 manuscrits. Une centaine d'entre eux, complets ou à l'état de fragments, sont recensés dans plusieurs bibliothèques parisiennes : à la bibliothèque nationale de France, à la bibliothèque de l'Arsenal ou à la bibliothèque Mazarine notamment,. Plusieurs abbés et moines sont des auteurs renommés : l'abbé Jean IV de Gaillefontaine (1326-1337) est l'auteur de commentaires sur le récit de l'Annonciation dans l'évangile de Luc (Missus est Angelus Gabriel). Le prieur Guillaume de Digulleville (1295-1356) est l'auteur de poèmes mystiques dont le Pèlerinage de la vie humaine ou encore le Pèlerinage de l'âme. L'humaniste Jean de Montreuil y effectue un séjour et évoque l'abbaye dans une lettre datant de 1415 dans laquelle il décrit un « paradis investi par des troupes de saints et animé par des eaux de toute sorte » évoquant à la fois la vie intellectuelle et les réalisations techniques et agronomiques.
Pour autant, l'abbaye essaime peu. Une seule abbaye fille, la Merci-Dieu, est fondée en 1151 par l'abbé Amaury, dans l'actuelle commune de La Roche-Posay, dans le diocèse de Poitiers.

#### Déclin auXVesiècle
L'abbaye connaît plus de difficultés dans le courant des XIVe et XVe siècles. La baisse des vocations entraîne la réduction du nombre de moines et de convers. Les granges sont mises en fermage et les hôtels urbains sont vendus ou loués. Pour protéger l'abbaye de l'insécurité à l'occasion de la Guerre de Cent Ans, un château-fort est même construit dans la cour de l'abbaye, sa destruction étant ordonnée par une décision du chapitre général de l'ordre de 1417. Après la guerre, les bâtiments de l'abbaye sont restaurés et un clocher est construit sur l'abbatiale.

### Le Régime de commende
En 1541, à la suite du concordat de Bologne de 1516, l'abbaye est mise en commende. Comme toutes les abbayes du royaume, cela signifie que l'abbé n'est plus nommé par la communauté des moines, qu'il peut être un laïc, et obtient les bénéfices des revenus de l'abbaye tandis que le pouvoir spirituel est confié à un prieur. Son administration est parfois confiée à une personne nommée à l'extérieur de la communauté. C'est la fin de son indépendance.

#### L'abbaye à l'heure de la Renaissance
Le premier abbé commendataire, nommé par François Ier, est le cardinal italien Hippolyte d'Este, archevêque de Milan et ami du roi, fils du duc de Ferrare et de Lucrèce Borgia, futur créateur de la villa d'Este à Tivoli (Italie). Il s'installe à l'abbaye, un de ses nombreux bénéfices ecclésiastiques. Mais Chaalis a le grand avantage d'être proche de Paris et de posséder des environs giboyeux. Dans l'espoir d'y faire venir le roi, il y entame des travaux considérables. Il fait travailler à Chaalis le peintre italien Francesco Primaticcio, dit le Primatice, après 1541, à qui il confie la réalisation de fresques dans sa chapelle abbatiale. Il fait ensuite venir l'architecte Sebastiano Serlio, entre 1544 et 1546, pour faire réaliser notamment le mur de clôture de son jardin sur lequel subsistent encore ses armes. Il finit par quitter l'abbaye pour Rome en 1549.
Les moines sont alors au nombre de 44. L'abbé se réserve une rente de 7 000 écus et ne leur accorde que la somme de 3 692 livres par an en 1560, jugée insuffisante par les moines. Ils obtiennent finalement de leur abbé une augmentation de leurs revenus par arrêt du Parlement de Paris en date du 16 décembre 1563. Luigi d'Este, neveu d'Hippolyte, lui succède en 1561. Il ne fait sur place que quelques séjours. À l'occasion de l'un d'entre eux, à l'hiver 1571, il fait venir sur place le poète italien Le Tasse,.

#### Décadence desXVIIeetXVIIIesiècles

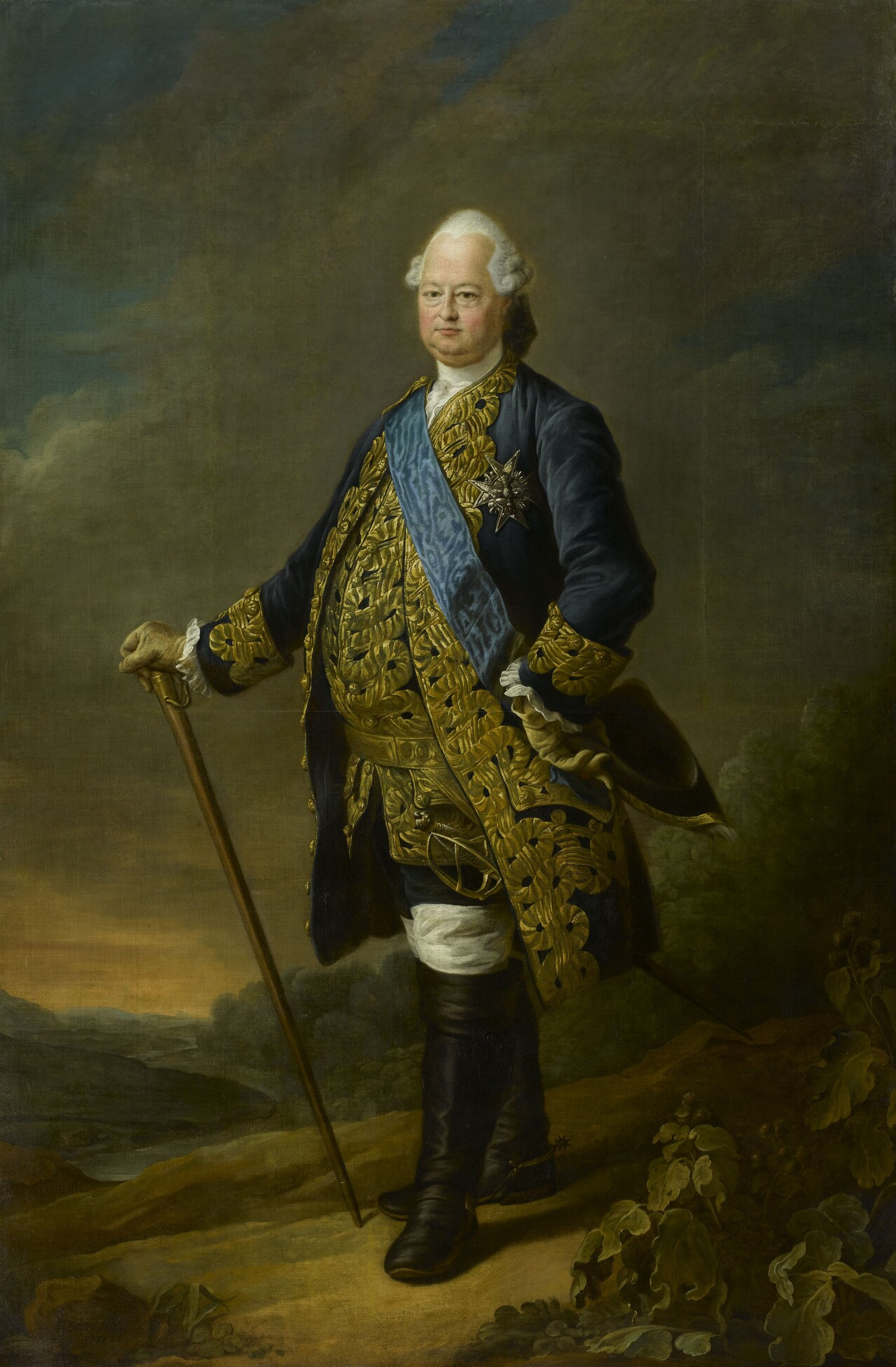
Portrait de Louis de Bourbon-Condé par François-Hubert Drouais, musée de la Franc-maçonnerie, 1771.

Après les cardinaux italiens, plus aucun abbé ne réside sur place et l'abbaye décline progressivement, faute d'entretien. Au XVIIIe siècle, le 9e abbé commendataire, Louis de Bourbon-Condé (1709-1771), comte de Clermont-en-Argonne, petit-fils du Grand Condé, est nommé abbé en 1721. En 1723, un rapport préconise un grand nombre de travaux au vu du manque d'entretien des décennies précédentes. Du nouveau mobilier est installé dans l'abbatiale préservée, commandé notamment aux frères Paul-Ambroise et Michel-Ange Slodtz en 1733 et 1741.
En 1737, le comte-abbé de Clermont commande à Jean Aubert, architecte des Condé, pour qui il avait construit les grandes écuries de Chantilly et le Palais Bourbon, également architecte de l'hôtel Biron à Paris, un projet grandiose de reconstruction des bâtiments conventuels. Dans le projet approuvé en juin 1739 et estimé à 330 000 livres, la construction de bâtiments est prévue autour d'un nouveau cloître quadrangulaire long de quatorze travées. L'ancien cloître, avec ses deux galeries superposées, est démoli. Mais dès le début, les fonds manquent et la mort de l'architecte en 1741 retarde les travaux. L'aile nord du bâtiment, l'actuel château, est construite à partir de 1752. L'aile ouest n'est construite qu'à moitié. Dans les années 1770, les deux pavillons d'entrée sont bâtis,.
Mais ces constructions nécessitent de lourds investissements financiers qui mettent à mal les finances de l'abbaye. Les travaux sont finalement interrompus. Pourtant, en 1763, les revenus de l'abbaye sont encore estimés à 68 157 livres par an, car elle conserve une bonne part des dépendances accumulées depuis le Moyen Âge. Les 80 créanciers du monastère font saisir ses biens par un jugement du Châtelet de Paris de 1783, confirmé par arrêt du Parlement de Paris du 31 mars 1784. L'abbaye étant en situation de liquidation judiciaire, ordre est donné par Louis XVI en 1786 aux abbés de Pontigny et de Clairvaux de la fermer. Les terres et biens doivent être liquidés et les religieux dispersés dans d'autres monastères. Les dettes sont estimées au total à 1 400 000 livres.

### L'Abbaye à la Révolution
Selon l'état du 28 mai 1790, il reste encore douze moines, mais seulement trois résidents sur place, infirmes. Les bâtiments et les terres n'ont pas encore été vendus. Une estimation du domaine et du bois environnant est estimée à 331 405 livres le 2 juillet 1791. Le tout est vendu comme bien national le 28 septembre 1793. Pierre Étienne Joseph Paris acquiert l'ensemble pour la somme de 159 000 livres. Il ne conserve que le bâtiment neuf dans lequel il installe sa famille et exploite les autres bâtiments comme carrière de pierres. Une grande partie de l'abbaye est démolie après la vente de son mobilier pièce à pièce. Seule la chapelle des abbés est laissée intacte,.

### Une résidence de chasse

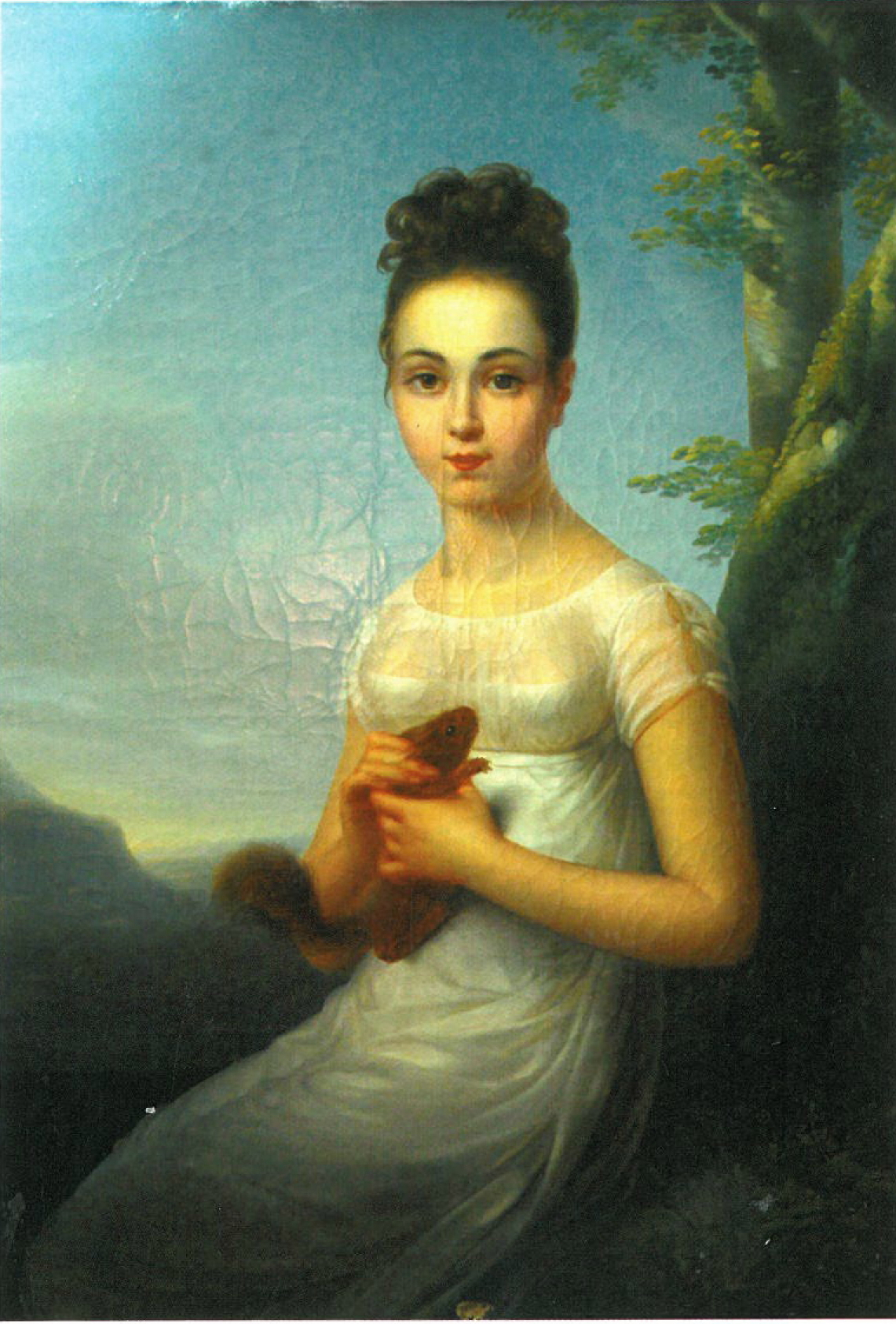
Portrait de Madame de Vatry, première moitié du XIXe siècle, collection particulière.

En 1824 la propriété est acquise par Philippe Louis Armand de La Briffe, qui la conserve jusqu'à sa mort en 1846. Le domaine est acheté le 2 juin 1850 par Alphée Bourdon de Vatry (1793-1871), fils de Marc Antoine Bourdon de Vatry, agent de change et député de la Meurthe sous la monarchie de Juillet, mais retiré de la politique en 1849. Il y meurt le 25 juillet 1871. Son épouse, Rose Paméla Hainguerlot de Vatry (1802-1882), est la fille d'un affairiste enrichi sous le Directoire, propriétaire du château de Stains (actuel département de la Seine-Saint-Denis). Elle fait réaménager la demeure ; l'aile Ouest, restée inachevée depuis le XVIIIe siècle, et surnommée le « Petit Château », est détruite pour conserver et isoler le « Grand Château », c'est-à-dire l'aile Nord, la seule complète ; sa façade Sud est réordonnancée en 1854 par l'architecte du département de l'Oise, Désiré-Honoré Bellanger, qui y ajoute simplement trois avant-corps, au milieu et aux extrémités du bâtiment,. Madame de Vatry transforme le réfectoire en salle à manger et salon, la cuisine en pièces de réception d'après-chasse. Elle remeuble la demeure de coffres gothiques et Renaissance. Elle fait restaurer la chapelle abbatiale et notamment ses fresques par Paul Balze, peintre élève d'Ingres et collaborateur de Viollet-Le-Duc, reconstitue progressivement le domaine de l'abbaye, le faisant passer de 100 à près de 1 000 hectares et orne le parc de vases de pierre. De nombreuses fêtes et réceptions y sont organisées, accueillant les nombreux amis artistes du couple : les écrivains Théophile Gautier, Ludovic Halévy ou Gérard de Nerval, les peintres Pierre-Luc-Charles Ciceri et Eugène Lami, les compositeurs Giacomo Meyerbeer et Daniel Auber,.
Ayant connu le duc d'Aumale, par son époux qui l'avait côtoyé à Madrid, Madame de Vatry abrite à Chaalis des œuvres appartenant à son voisin, châtelain de Chantilly, intransportables en Angleterre, et qu'elle avait officiellement achetées, dont la statue du Grand Condé par Coysevox et les boiseries provenant du château d'Écouen, aujourd'hui conservées au musée Condé. Elle reste en contact avec le duc pendant son exil. À son retour en France le 27 juin 1871, c'est à Chaalis qu'Henri d'Orléans se rend en premier avec son fils.
À la mort de Madame de Vatry en 1881, Chaalis passe à son neveu Arthur Hainguerlot (1833-1892) ; à son décès, sa veuve, née Lydia Harvey (1841-1901), hérite du domaine : elle se remarie le 7 décembre 1894 avec le prince Joachim Murat (1834-1901) et commence à partir de cette date à résider dans l'ancienne abbaye. Après leur mort, leur succession s'ouvre au printemps 1902,.

### Dépôt d'une collection devenu musée

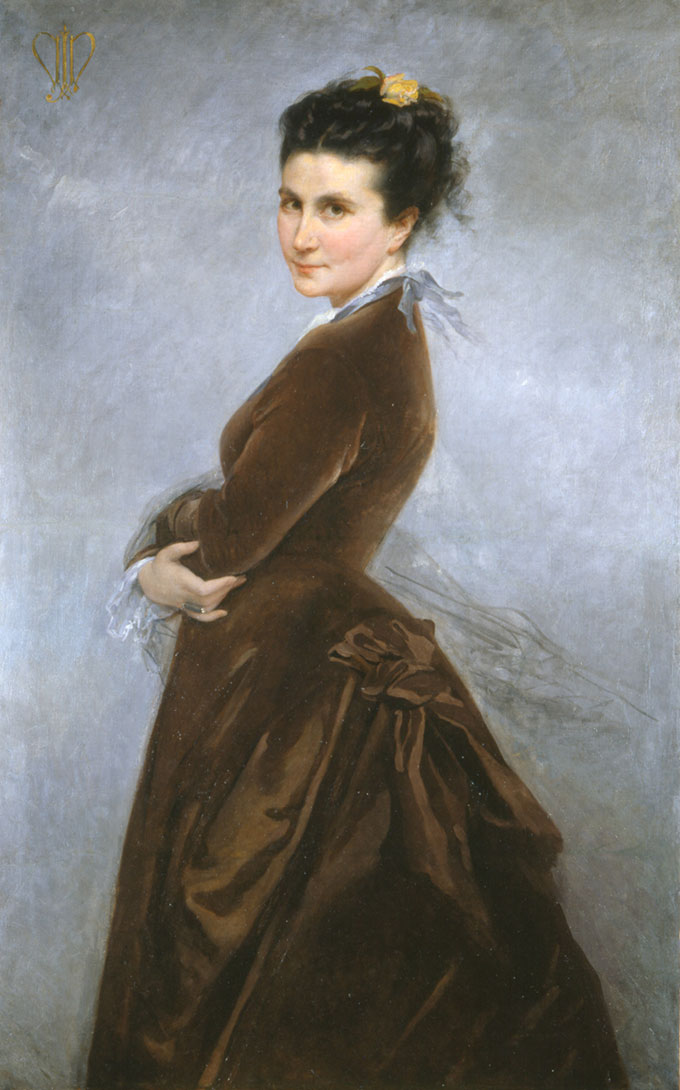
Autoportrait de Nélie Jacquemart, musée Jacquemart-André, Paris, 1880.

C'est alors que Nélie Jacquemart, qui fut la jeune protégée de Madame de Vatry, artiste peintre et veuve depuis huit ans d'Édouard André, héritier d'une riche famille de banquiers protestants, achète, le 14 juin 1902, le domaine de Chaalis pour 1 200 050 francs. Elle a par ailleurs acquis, lors de la vente aux enchères du 21 mai 1902, une partie du mobilier et de la collection Vatry Murat. Elle souhaite y abriter ses importantes collections de peintures et de mobilier,.
À grands frais, la nouvelle propriétaire modernise le bâtiment en y installant l'électricité à l'aide d'une centrale aménagée dans l'ancien moulin, le chauffage central et le téléphone. Elle le remeuble et le décore avec des boiseries, tapisseries et sculptures. Dès sa première réception en novembre 1902, elle remodèle totalement le rez-de-chaussée, la salle à manger et la bibliothèque notamment. Elle fait réaménager les cellules des moines à l'étage en chambres d'amis avec du mobilier des XVIIIe et XIXe siècles. Elle fait installer de nombreuses peintures dans la galerie du premier étage. Les modifications et ajouts se poursuivent même jusqu'après sa mort puisque certaines de ses acquisitions ne sont installées à Chaalis que 10 mois après son décès, qui a lieu le 14 mai 1912 à Paris. Elle est inhumée dans la chapelle abbatiale,.

### Legs et ouverture du musée
Son testament stipule qu'elle lègue son hôtel parisien du boulevard Haussmann à l'Institut de France afin d'en faire un musée ouvert à tous, sans modification possible, sous le nom de « musée Jacquemart-André », ainsi que l'abbaye dénommée « Abbaye Royale de Chaalis-Musée Jacquemart-André ». À Fontaine-Chaalis, le musée s'enrichit tout de même de plusieurs dons au cours du XXe siècle : la collection constituée sur le thème de Jean-Jacques Rousseau par le marquis de Girardin et son descendant Ferdinand en 1923, les collections d'arts décoratifs du XVIIIe siècle d'Henri Amic données à l'Institut en 1924 et installées dans le musée depuis 1996.
Le musée et le domaine sont gérés par un conservateur nommé par l'Institut. Il s'agit d'une personnalité issue de ses rangs. Le premier, l'historien de l'art Louis Gillet, réalise un guide en 1914 qui sert en même temps de premier catalogue des œuvres du musée, avec 704 numéros. Le domaine est classé au titre des monuments historiques par arrêté du 9 septembre 1965.
| Période   | Nom du conservateur   | Qualité |
| --------- | --------------------- | --- |
| 1912-1943 | Louis Gillet          | Historien de l'art, académicien                                                                                      |
| 1945-1954 | Émile Mâle            | Historien de l'art, académicien                                                                                      |
| 1954-1963 | Jean-Gabriel Domergue | Artiste-peintre, membre de l'Académie des beaux-arts                                                                 |
| 1963-1974 | Paul Deschamps        | Historien et archéologue, membre de l'Académie des inscriptions et belles-lettres                                    |
| 1974-1990 | Pierre Marot          | Historien, archiviste-paléographe, membre de l'Académie des inscriptions et belles-lettres                           |
| 1990-2000 | Robert-Henri Bautier  | Historien-médiéviste, archiviste-paléographe, membre de l'Académie des inscriptions et belles-lettres                |
| 2000-2018 | Jean-Pierre Babelon   | Archiviste-paléographe, conservateur de musée, membre de l'Académie des inscriptions et belles-lettres               |
| 2018-...  | Alain Pasquier        | Historien de l'art, ancien conservateur au musée du Louvre, membre de l'Académie des inscriptions et belles-lettres. |

### Historique des dépendances de l'abbaye
Dès la fondation et longtemps après, l'abbaye bénéficie d'un grand nombre de donations sous la forme de terres et de bâtiments. Elle structure ces donations en y implantant des granges, unités économiques gérées directement par les moines de l'abbaye et fonctionnant à l'aide de moines convers. En 1151, sept granges sont déjà mentionnées dans les textes ; onze granges sont dénombrées en 1165 puis quatorze en 1204. Elles sont de deux types, les granges à vocation céréalière et les granges agro-pastorales à la production plus diversifiée. À partir du XIIIe siècle, à ces granges s'ajoutent des celliers, centres de productions viticoles : trois sont dénombrés en 1204. L'abbaye possède par ailleurs des maisons dans plusieurs villes. Ces possessions sont parfois très éloignées de l'abbaye mère. À partir du XIVe siècle, les difficultés de recrutement de moines convers entraînent toutefois l'affermage de ces granges, leur gestion étant confiée à des laïcs. Ces propriétés sont parfois vendues au cours du temps ou restent la propriété de l'abbaye jusqu'à sa dissolution.

#### Granges agro-pastorales

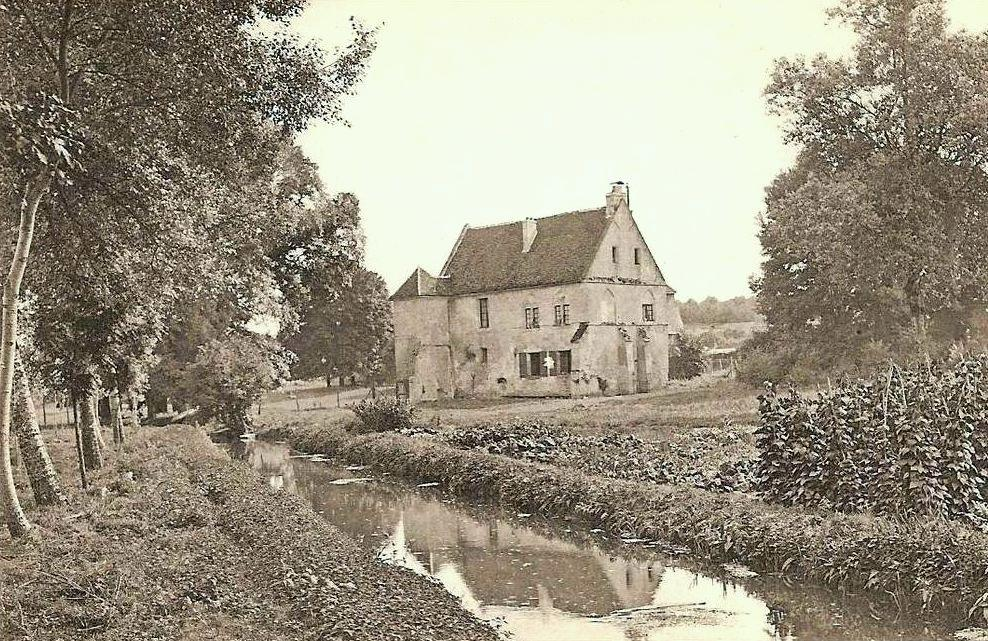
Corps de logis de la grange de Commelles, état au début du XXe siècle, carte postale ancienne.

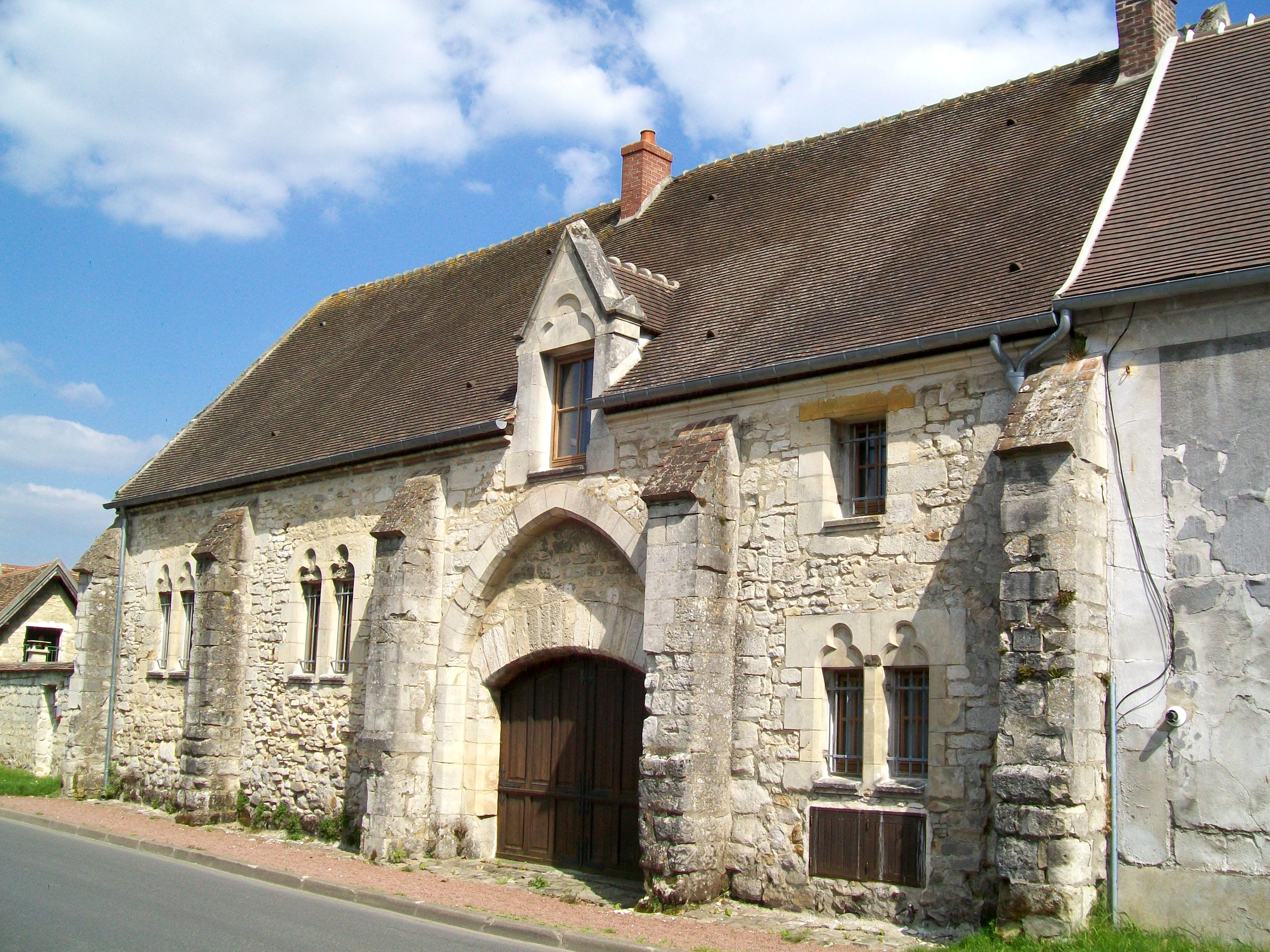
L'hôtel Saint-Georges à La Chapelle-en-Serval.

Les granges agro-pastorales, ces « exploitations de clairière », développent des activités mixtes, souvent liées aux bois et à la culture, et aux ressources locales. Elles exploitent aussi bien les bois des forêts, les viviers aménagés dans les rivières ou les landes avec des troupeaux de bétails et enfin des terres agricoles, dans les terrains les plus propices. Outre la grange au sein de l'abbaye elle-même, mais dont on ne connaît presque rien, quatre autres exploitations agricoles étaient situées aux alentours de Chaalis.
La grange de Chapelle-Chaalis, à 2 km de l'abbaye, est située sur l'actuelle commune de Fontaine-Chaalis, en bordure de la forêt d'Ermenonville. Mentionnée dès 1151, elle gère jusqu'à 22 ha en 1320. Son exploitation directe est sans doute abandonnée à cette date. Il ne reste sur place que des bâtiments des XVIIIe et XIXe siècles.
La grange de Commelles, est située en bordure des actuels étangs de Commelles, dans la commune d'Orry-la-Ville. Cette grange est signalée en 1151 pour la première fois mais sur des terres données par Louis VI le Gros dès 1136. Les moines convers y exploitent des terres labourables (140 arpents au début du XVe siècle), une carrière de pierre, abandonnée dès la fin du Moyen Âge, des prés, un vivier constituant les actuels étangs, des bois (350 arpents) et même des vignes concédées à des laïcs, situées sur les bords de l'Oise à Boran. Des traces d'activités artisanales ont été retrouvées sur place avec un four à tuile, dont il subsiste la cheminée, ainsi que peut-être des fours à chaux et une verrerie. Son exploitation, passée en faire-valoir indirect sans doute au début du XVe siècle, se poursuit jusqu'au XVIIIe siècle. L'ancien corps de logis subsiste sur place.
La grange de la Chapelle-en-Serval est située non loin de l'ancienne route romaine Paris-Senlis. Les moines y achètent une maison appelée hôtel Saint-Georges en 1219 appartenant à l'abbaye Saint-Rémy de Senlis, pour y exploiter des terres depuis longtemps rattachées à la grange de Commelles. Ce petit domaine, d'une trentaine d'arpents selon un texte de 1500, est vendu définitivement par l'abbaye en 1712. L'hôtel Saint-Georges subsiste toujours à l'écart de l'ancien bourg de la commune.
La grange de Charlepont était située à Mortefontaine, en bordure de la forêt d'Ermenonville. Le domaine appartient à l'abbaye dès 1146, des étangs y sont mentionnés en 1161 et une grange en 1175. Sur une superficie qui atteint 400 ha, on y exploite outre des viviers, des pâturages pour le bétail, les terres étant impropres à la culture. Les terres sont actuellement occupées par une partie de l'ancien domaine du château de Vallière, des haras remplaçant la grange.

#### Granges céréalières

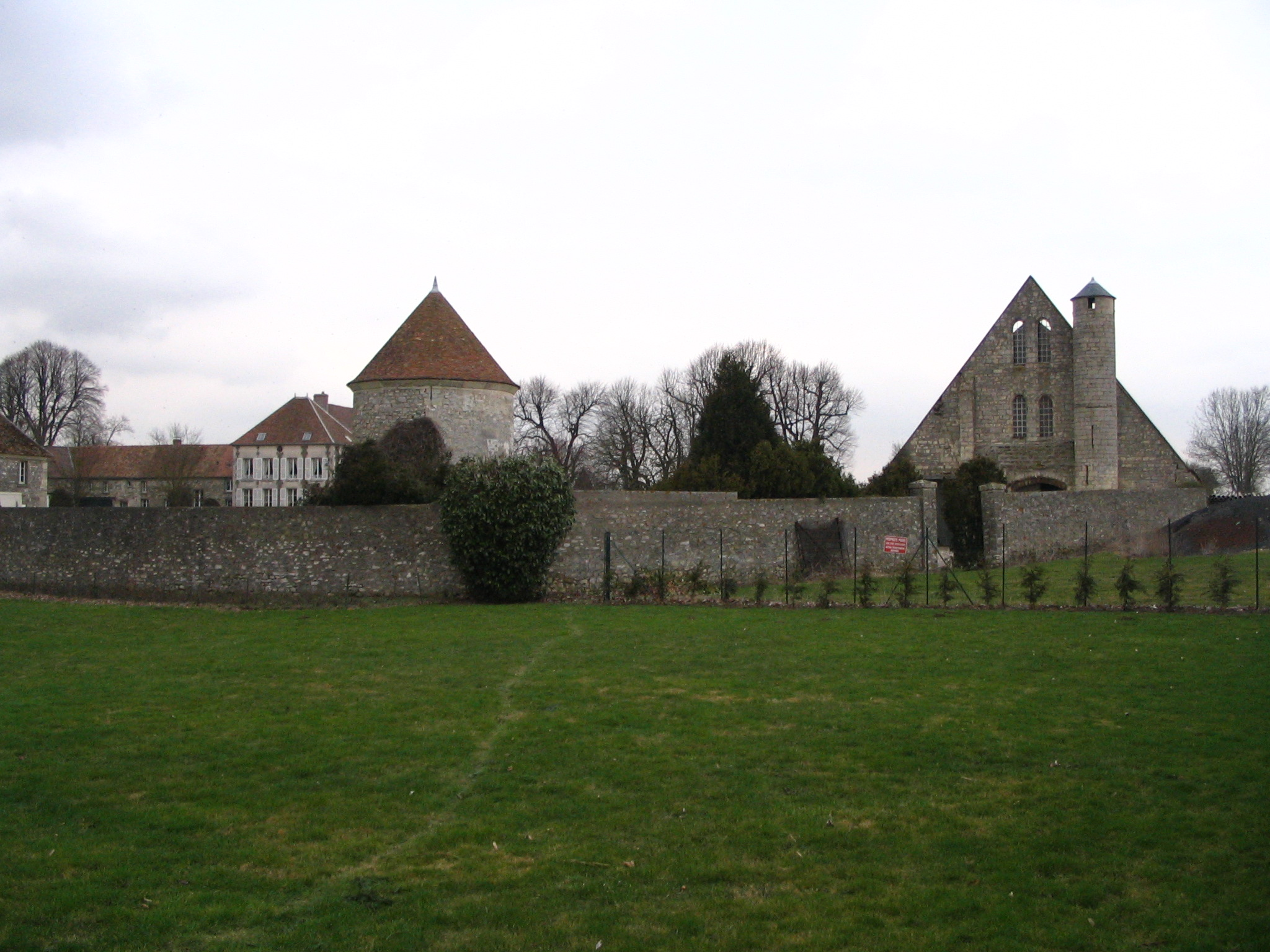
La grange de Vaulerent, Villeron (Val-d'Oise).

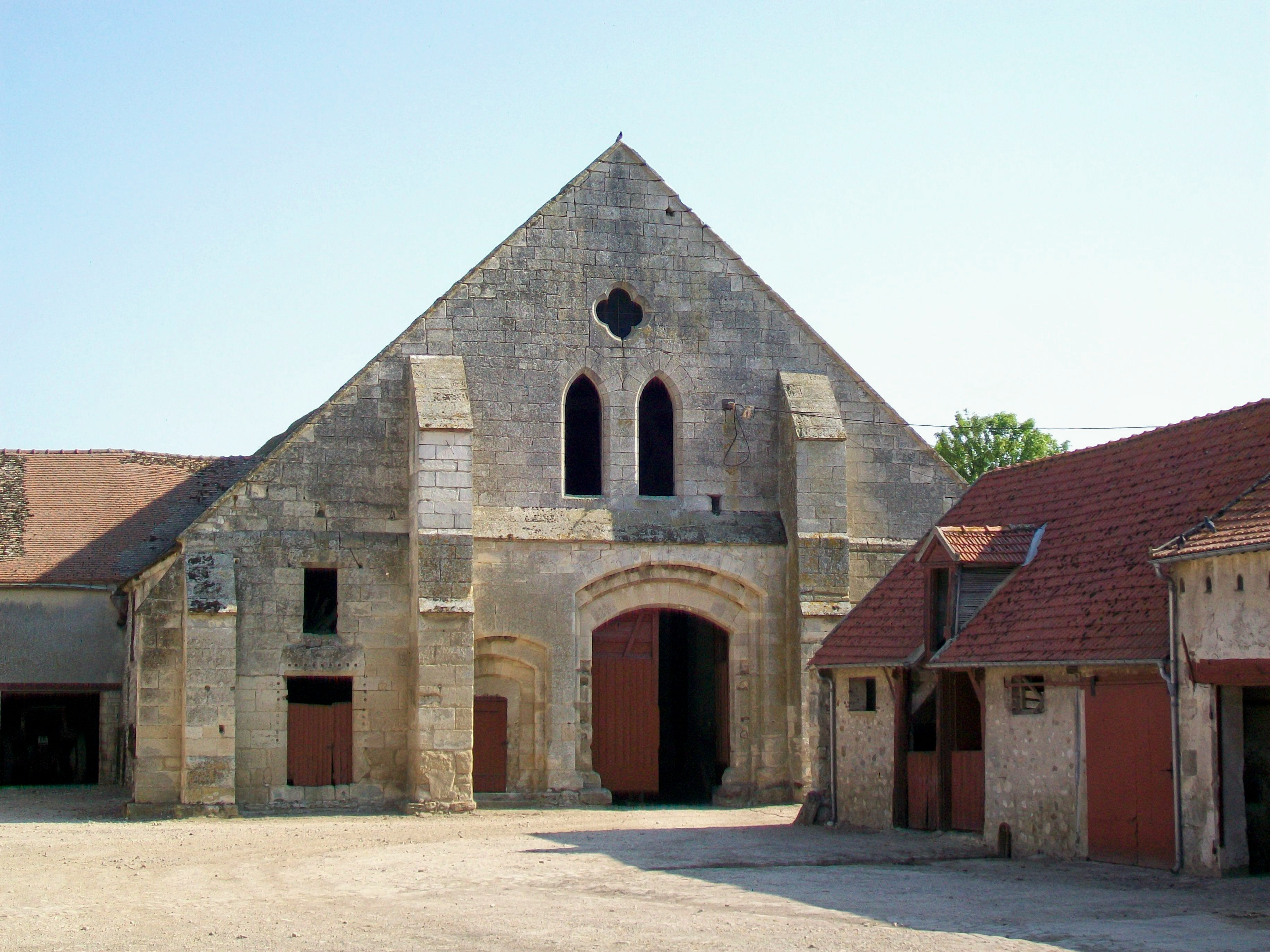
La grange de Fourcheret, Fontaine-Chaalis (Oise).

Les granges céréalières sont toutes situées au cœur de vastes plaines agricoles prospères entre le pays de France, le Valois et le Beauvaisis. Elles forment le plus souvent un hameau isolé au milieu des champs ouverts. Un certain nombre d'entre elles conserve toujours leur bâtiment de stockage appelé parfois improprement « grange à dîme ».
La grange de Vaulerent à Villeron, dans l'actuel Val-d'Oise est une propriété isolée qui a atteint jusqu'à 380 ha de terres agricoles. En plein cœur du pays de France, cette terre appartient à l'abbaye dès sa fondation. La grange est mentionnée en 1145. Son exploitation est très bien connue grâce aux archives de l'abbaye. En 1315, le faire-valoir direct est abandonné. Subsiste toujours sur place, à proximité d'un corps de logis et d'un pigeonnier des XVIe ou XVIIe siècle, une vaste grange classée monument historique depuis 1889 de 72 m de long sur 23 m de large qui constitue le plus vaste bâtiment de l'ensemble des dépendances de l'abbaye et sans doute la plus grande grange cistercienne de France.
La grange de Choisy-aux-Bœufs est située à Vémars à moins de 3 km de Vaulerent. Formant un ensemble isolé, elle est mentionnée dès 1148 mais n'acquiert son autonomie par rapport sa voisine qu'en 1172. Plus petite que Vaulerent, elle a peut-être servi, outre à la production céréalière, à l'élevage de bovins dont elle tire son nom. L'ancien bâtiment principal, détruit en 1927 et dont il ne subsiste qu'un pignon, a pu servir d'étable. Le corps de logis subsiste encore en partie ainsi que ses caves.
La grange de Stains, située dans l'actuelle commune de Villeneuve-sous-Dammartin en Seine-et-Marne, est aussi une ferme isolée mentionnée en 1151, à la suite des donations remontant à 1138. Ces donations se poursuivent autour de la grange jusqu'en 1311. Le bâtiment de stockage, long de 56 m est toujours en place, mais lourdement transformé.
La terre de Fourcheret à Fontaine-Chaalis est mentionnée dès 1149 mais n'est signalée comme grange qu'en 1204. Outre une vaste exploitation céréalière, la propriété comprenait des pâturages ainsi qu'un moulin sur les bords de la Nonette. Un bâtiment de stockage, long de 52 m, est classé au titre des monuments historiques et le corps de logis et la porterie sont toujours en place.
La grange de Fay à Saintines, entre Senlis et Compiègne, est mentionnée en 1151 après une première donation remontant à 1136. Les premiers bâtiments y sont construits au milieu du XIIe siècle. Elle est affermée en 1315, atteignant alors sans doute les 200 ha. Le bâtiment de stockage, toujours présent, y mesure 55 m de long.
Une grange plus lointaine, au lieu-dit le Transloy, sur la commune de Moyvillers est signalée en 1151. La grange est située à un emplacement stratégique à proximité de la route entre Compiègne et Beauvais et de la route des Flandres en provenance de Senlis. Elle permettait aux moines convers d'effectuer une étape avant de se rendre vers les granges les plus éloignées au nord-ouest.
La grange de Troussures est située dans l'actuelle commune de Sainte-Eusoye au nord de Beauvais. À la suite d'une première donation en 1146 puis de neuf autres entre 1149 et 1161, une grange est implantée et citée en 1151. Très éloignée de l'abbaye mère, elle n'était accessible aux frères convers qu'après plus de deux jours de marche, ce qui contrevenait au règlement cistercien. D'après les recoupements de document postérieurs, le domaine atteignait plus de 280 ha. Sa grange proprement dite, longue de 45 m et qui datait du XIIIe siècle, a été détruite dans les années 1960 ; il n'en reste que le pignon sud. Seul l'ancien pigeonnier est inscrit monument historique.
La grange de Rotangy était la plus lointaine de l'abbaye, à 75 km de Chaalis, à 16 km au nord de Beauvais. La première donation date de 1153 et la grange est signalée pour la première fois en 1161. Le domaine a compté jusqu'à 266 ha. Il ne reste plus rien des bâtiments, si ce n'est l'ancien cimetière, sans doute détruits au cours du XVIIIe siècle. Ils étaient situés sur des terrains actuellement occupés par des champs.

#### Celliers
Les celliers sont installés systématiquement à la jonction entre des parcelles de vignes situés sur des coteaux et le bord d'une rivière navigable permettant le transport du vin produit.
Le cellier de Brenouille est situé sur les bords de l'Oise, entre Pont-Sainte-Maxence et Creil dont la première mention de propriété remonte à 1144 et le cellier lui-même en 1204. Outre 200 arpents de vignes, situés d'un côté comme de l'autre de la rivière, traversée à l'aide d'un bac, le domaine comprend des prés et des parcelles en forêt d'Halatte toute proche. L'affermage commence en 1470. Seule subsiste l'ancienne maison du passeur du bac.
Le cellier de Thorigny-sur-Marne est situé juste en face de la ville de Lagny-sur-Marne, connue pour ses foires, sur des coteaux exposés sud. La première donation remonte à 1167 et le cellier est attesté en 1204. Les bâtiments monastiques médiévaux ont été entièrement transformés aux XVIIe et XVIIIe siècles, à l'exception des caves du cellier.
En 1197, les moines de Chaalis acquièrent trois arpents de vignes à Argenteuil, sur les coteaux dominant la Seine. On dénombre une quinzaine de parcelles en 1227. En 1790, les moines de Chaalis possèdent encore des terres et des maisons dans la ville, mais il n'en reste plus aucune trace.

#### Maisons de ville

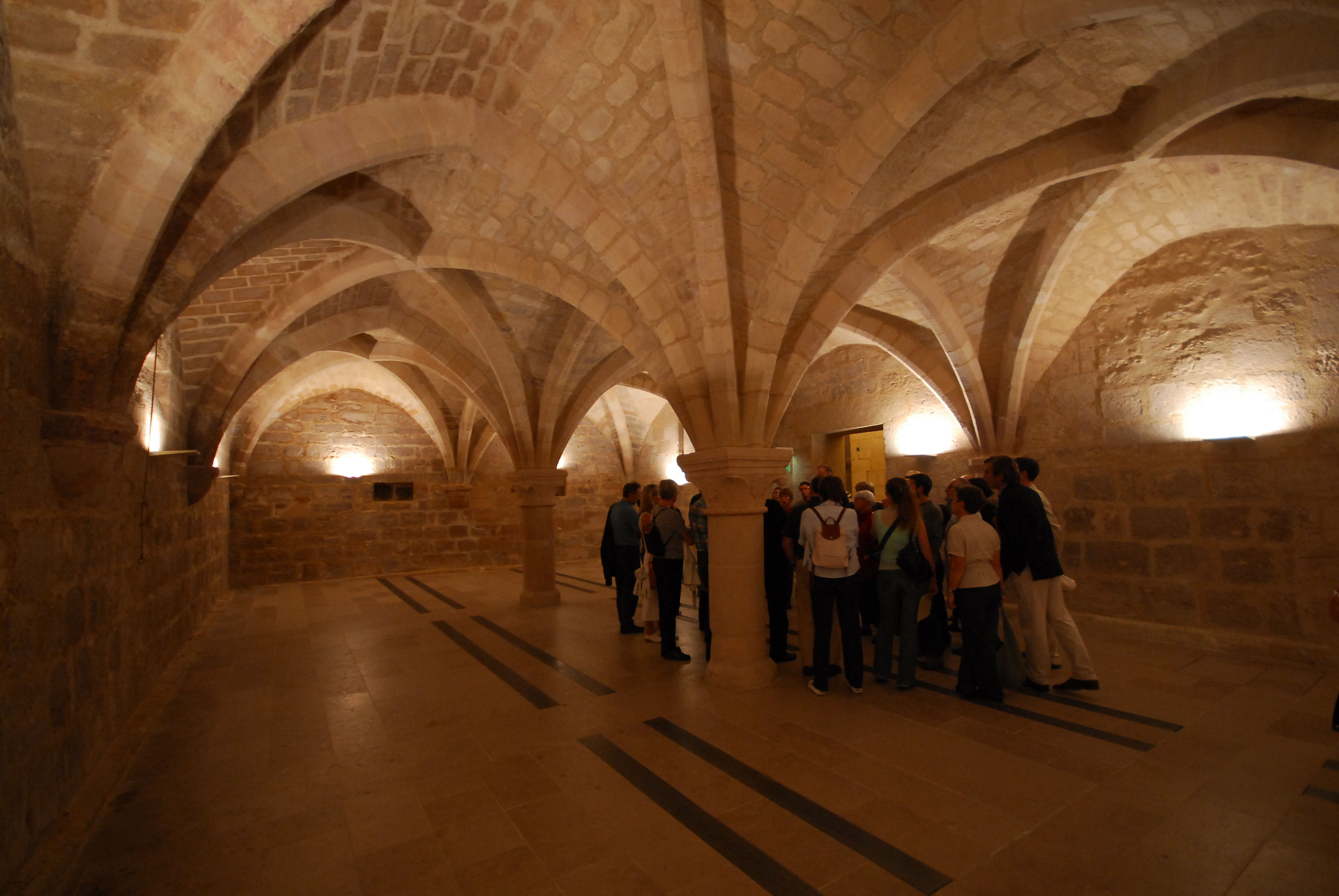
Salle voûtée au sous-sol de l'hôtel de Beauvais, située sous l'ancienne hôtellerie du Faucon.

Bien que les moines cisterciens aient interdiction de résider en ville, comme de nombreuses abbayes, les moines de Chaalis possédaient des maisons installées dans les principales villes des environs. Leur rôle était essentiellement commercial, servant à écouler les productions des différentes granges. Elles pouvaient aussi servir de lieu de production de vin, comme les celliers.
À Senlis, on garde la mémoire de deux bâtiments ayant appartenu à l'abbaye, situés l'un en face de l'autre, rue du Petit-Chaalis. Un manoir y est loué dès 1166 qui devient par la suite l'hôtel du petit Chaalis, au numéro 4. Il a aujourd'hui totalement disparu. Le numéro 5, traditionnellement désigné comme le logement du prieur, conserve des parties remontant au XVIe siècle.
À Paris, une maison est donnée à l'abbaye en 1200 par une dame du nom d'Éloïse de Palaiseau dans l'actuelle rue François-Miron. Elle possédait deux corps de logis, dont l'un était appelé « hôtellerie du Faucon ». Ces bâtiments ont été détruits à l'époque moderne. Seules deux caves voûtées subsistent : l'une située à la hauteur du numéro 62, qui est antérieure au XIIIe siècle, et une autre, sous le fond de la cour de l'hôtel de Beauvais au no 68, datée du XVe siècle. L'abbaye est en possession un temps d'une autre maison rue Saint-Jacques, rive gauche.
À Beauvais, c'est un notable du nom d'Hugues de Conti qui donne aux moines en 1171, une maison située dans l'actuelle rue Guy-Patin. Un nouveau bâtiment est construit vers 1240. D'elle, dépendaient directement des vignobles situés sur des coteaux à l'ouest de la ville dans le quartier de Saint-Just-des-Marais. Elle est vendue en 1641. Le bâtiment a été entièrement détruit ainsi que ses caves.

## Description du domaine

Plan du domaine dans son état actuel.
Légende : A : route d'accès et parkings ; B et C : pavillons d'entrée ; D : écuries ; E : orangerie ; F : jardin régulier ; G : château ; H : ruines de l'abbatiale ; I : moulin ; J : chapelle Sainte-Marie ; K : roseraie et mur de Serlio.

### Ancienne abbatiale

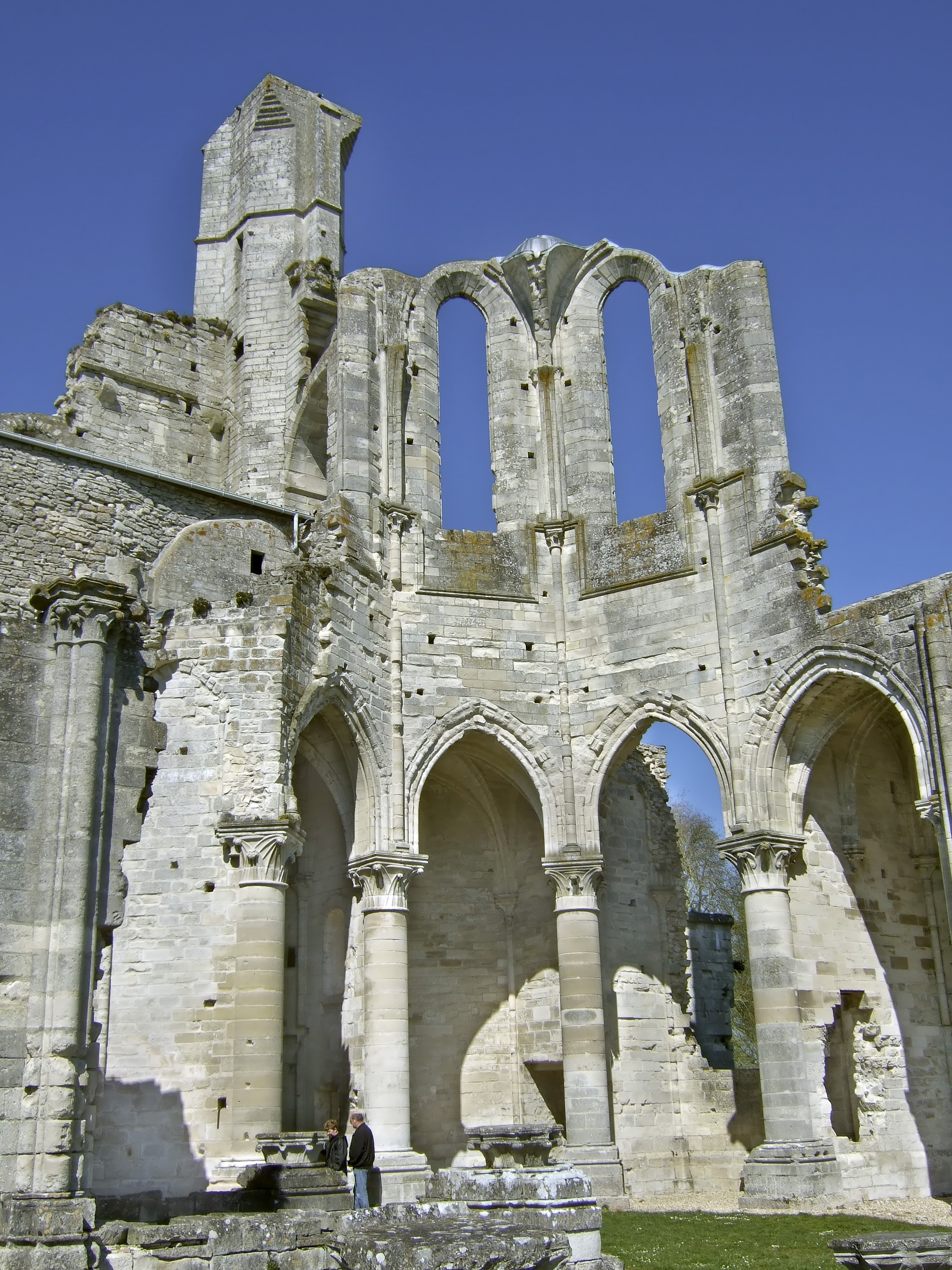
Ruines de l'église abbatiale.

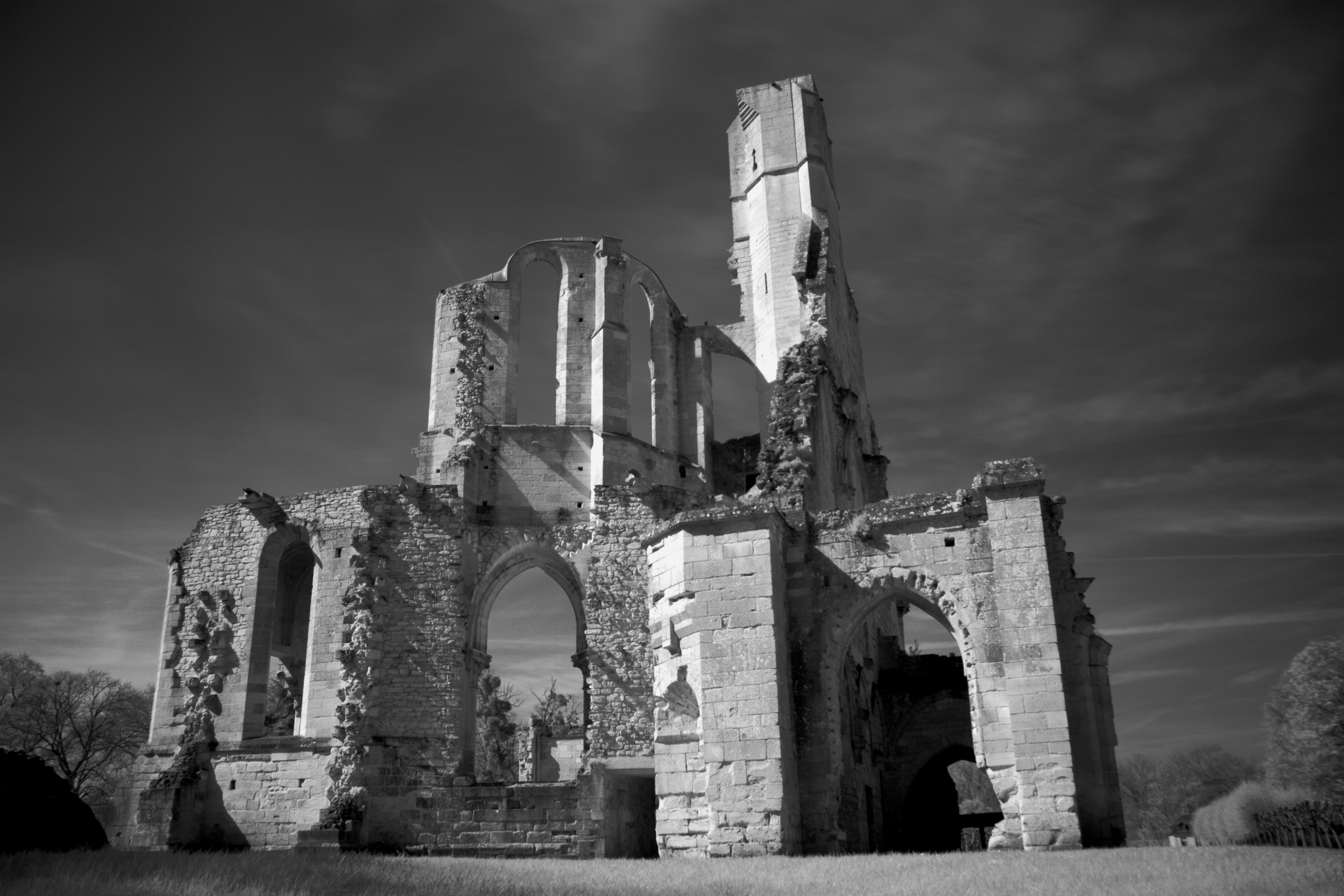
Ruines de l'église abbatiale - photo infrarouge.

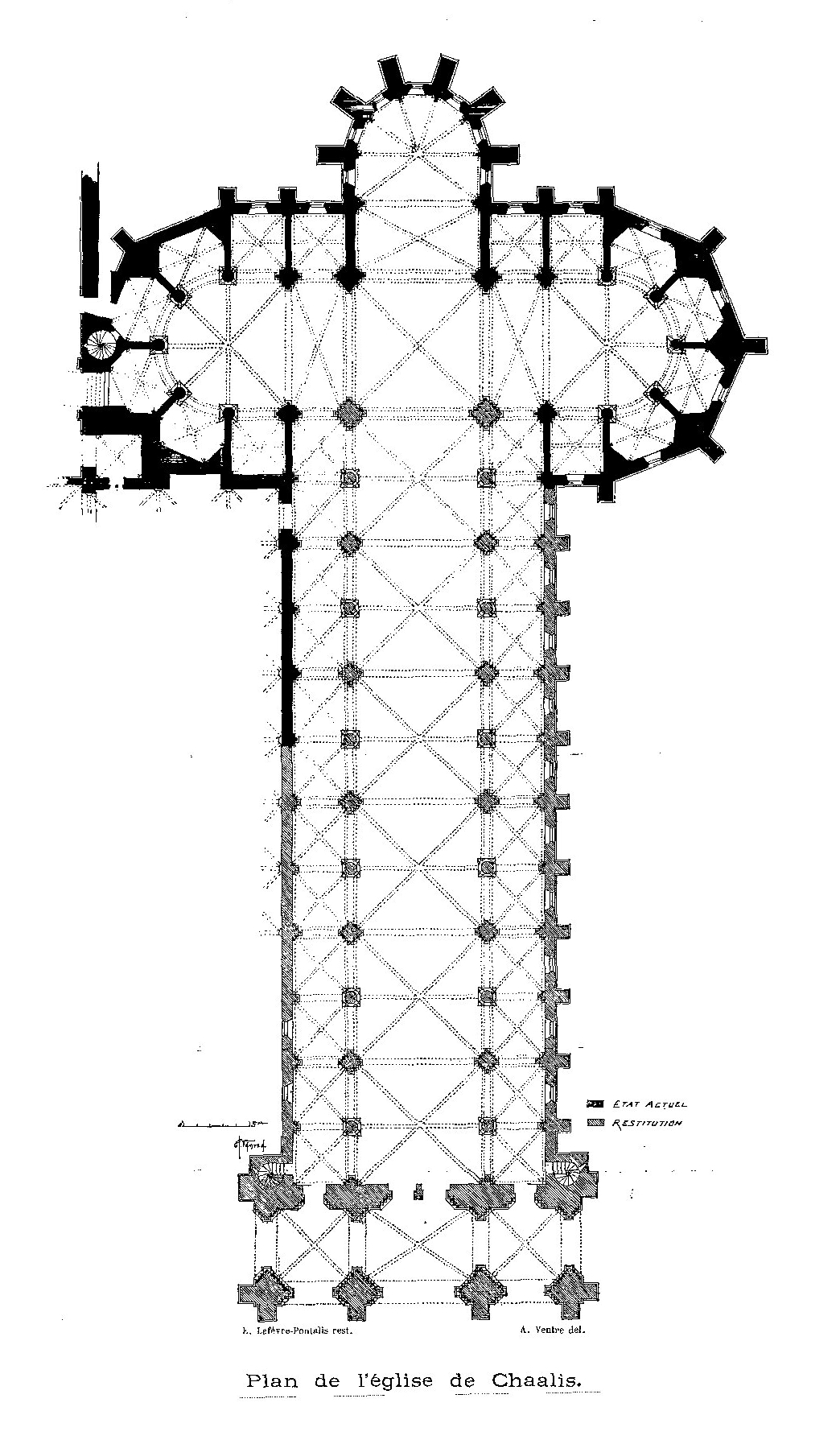
Plan de l'abbatiale reconstitué par Eugène Lefèvre-Pontalis.

#### Description architecturale
La construction de l'abbatiale gothique commence sans doute à la fin du XIIe siècle. En 1217, l'abbé Adam est le premier enterré dans le chœur, achevé lors de la dédicace de l'église en 1219. Son plan, constitué d'un petit chœur et d'un transept proéminent, est relativement rare et ne se retrouve dans aucune autre abbaye cistercienne. Seules quelques rares autres abbatiales s'en rapprochent telles que celle de l'abbaye Saint-Lucien de Beauvais par exemple, et qui a pu lui servir de modèle.
La nef est longue de 60 mètres. Elle alterne des piliers forts, plus massifs, et des piliers faibles, plus fin. Elle est ainsi composée de six travées doubles surmontées de voûtes sexpartites hautes de 20 m, soit 12 travées. L'ensemble est flanqué de bas-côtés et atteint une largeur de 20 m. Elle comprend deux niveaux, grandes arcades et fenêtres hautes. Sur le bas-côté sud, onze chapelles latérales sont ajoutées, peut-être entre 1273 et 1280. L'église est ouverte par un triple portail, sans doute précédé d'un grand porche à l'image de l'abbatiale de Pontigny. En 1415, on compte 25 chapelles latérales au total. Ce grand nombre de chapelles s'explique par les nombreux moines ordonnés prêtres dans le monastère devant célébrer au moins une messe quotidienne ainsi que par la multiplication d'offices rémunérateurs pour l'abbaye en faveur des défunts. D'après la disposition des piscines liturgiques retrouvées, toutes étaient orientées vers l'est. L'église atteint alors une longueur totale de 90 m,.
Le transept d'une longueur de 46 mètres comprend dans chaque bras sept chapelles rayonnantes, trois rectangulaires puis quatre hexagonales aux extrémités formant deux demi-cercles. Eugène Lefèvre-Pontalis désigne ce type de transept sous le nom de « plan tréflé ». Le chœur de petite taille prend la forme d'une abside semi-circulaire à sept pans coupés allongé d'une seule travée. Il était éclairé par sept fenêtres basses et neuf fenêtres hautes en tiers-point. La croisée du transept, voûtée d'ogive, était surmontée d'un petit clocher en charpente comportant cinq cloches en 1791. L'historienne de l'art américaine Caroline Bruzelius a montré que ces absides sont, là encore, inspirées de l'abside du chœur de son abbaye-mère de Pontigny.
À la suite des destructions, il subsiste de nos jours en élévation les grandes arcades de l'extrémité nord du transept, quelques fenêtres hautes, l'escalier des matines, qui permettait d'accéder depuis le dortoir à l'abbatiale. La sacristie est la seule pièce toujours existante, prolongée par une petite partie du mur entre le bas-côté et le cloître. Subsiste aussi toujours la tour pinacle, haute de 34 m, qui, outre son rôle d'arc-boutant, permettait d'accéder au dortoir des moines, à la chambre de l'abbé, à la salle du trésor et tout au sommet à une salle de guet.
Les vestiges montrent que trois types de pierre ont servi à la construction. Les soubassements sont en grès de Beauchamp, les bases des murs et des piliers en calcaire dur du Lutétien sur quatre à cinq assises, et les parties hautes en moellons retaillés. Les grès et moellons étaient sans doute exploités dans des affleurements aux environs de la forêt d'Ermenonville actuelle. Le calcaire lutétien était pour sa part extrait sans doute de carrières souterraines situées à proximité de la vallée de la Nonette, au nord de l'abbaye.

#### Ancien mobilier de l'abbatiale
Plusieurs descriptifs permettent de connaître la décoration intérieure. Les murs étaient recouverts d'enduits peints en faux appareil. Le mobilier de l'église a été renouvelé en grande partie au XVIIIe siècle. Un maître-autel est commandé aux frères Paul-Ambroise et Michel-Ange Slodtz en 1733, de la forme d'un tombeau de marbre coloré. Il a été transféré dans la cathédrale Notre-Dame de Senlis après la dissolution de l'abbaye. Entre 1741 et 1747, les frères Slodtz réalisent des stalles et lambris sculptés. Ils sont actuellement conservés dans l'église paroissiale de Baron. S'y trouvaient par ailleurs une statue de la Vierge dans le style de Jean-Baptiste Pigalle, des tableaux de Nicolas Bertin, Jean Restout et Gabriel Revel.

#### Anciennes tombes présentes dans l'église
Ces tombes ont toutes disparu mais leur forme et leur disposition sont connues grâce aux relevés qu'a fait effectuer François Roger de Gaignières au début du XVIIIe siècle, et actuellement conservés à la bibliothèque nationale de France. Treize évêques de Senlis, du XIIIe siècle, qui ont tous été moines à Chaalis, ont été enterrés dans le chœur de l'abbatiale, adossés aux murs du chevet. La tombe d'Adam de Chambly était disposée au centre du sanctuaire, fabriquée en cuivre jaune. Dix autres, en pierre, étaient disposées autour du chœur, recouvertes d'un gisant et disposées dans des enfeus surmontés d'un pignon.
D'autres tombes du XIVe au XVIe siècle, dont celles de quatre abbés, étaient présentes dans le chœur et la nef de l'église

Tombeaux autrefois situés dans l'ancienne abbatiale d'après les dessins de la collection Gaignières (collection BNF)
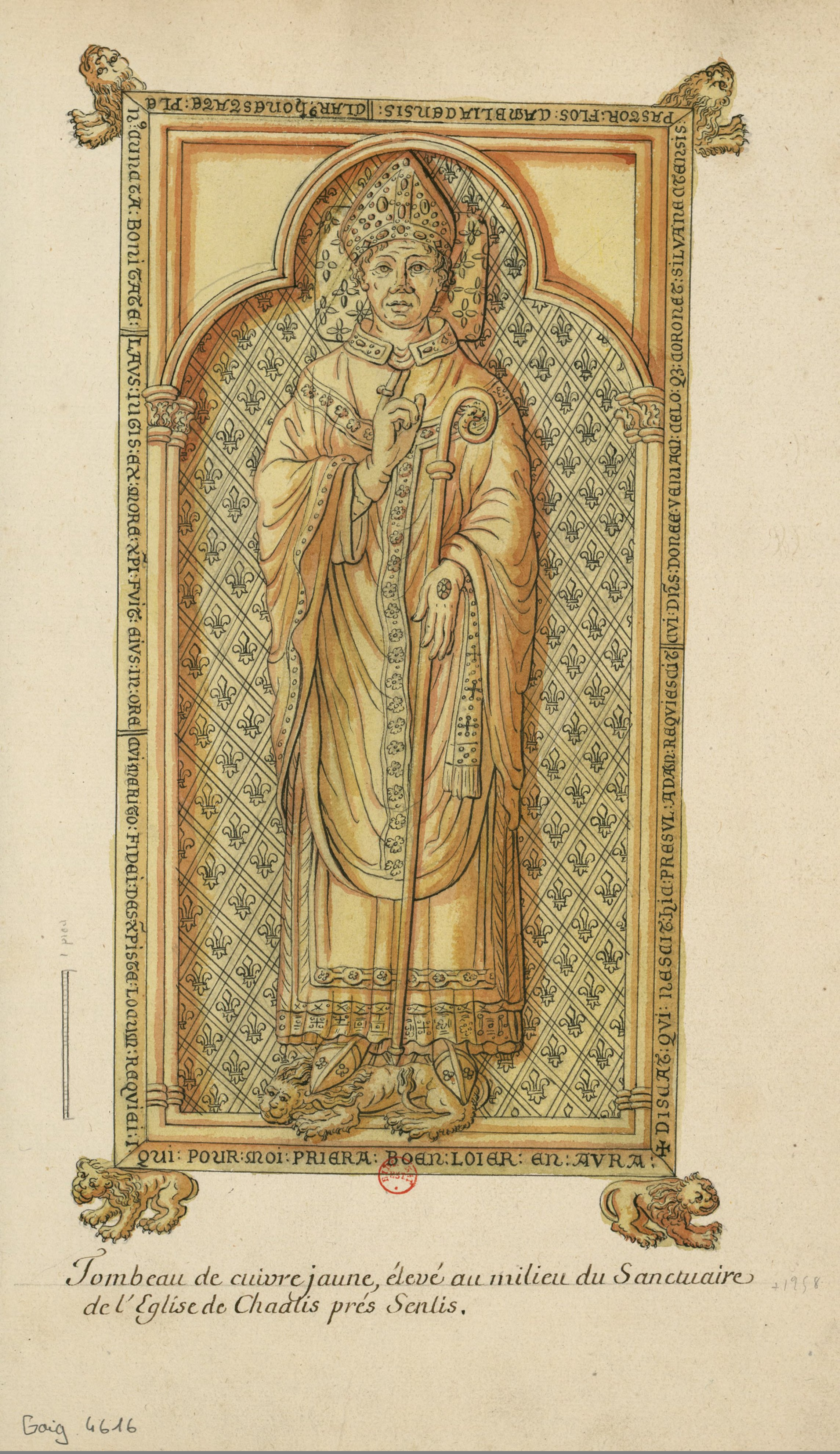
Tombeau d'Adam de Chambly, évêque de Senlis, située au centre du chœur, vers 1258.
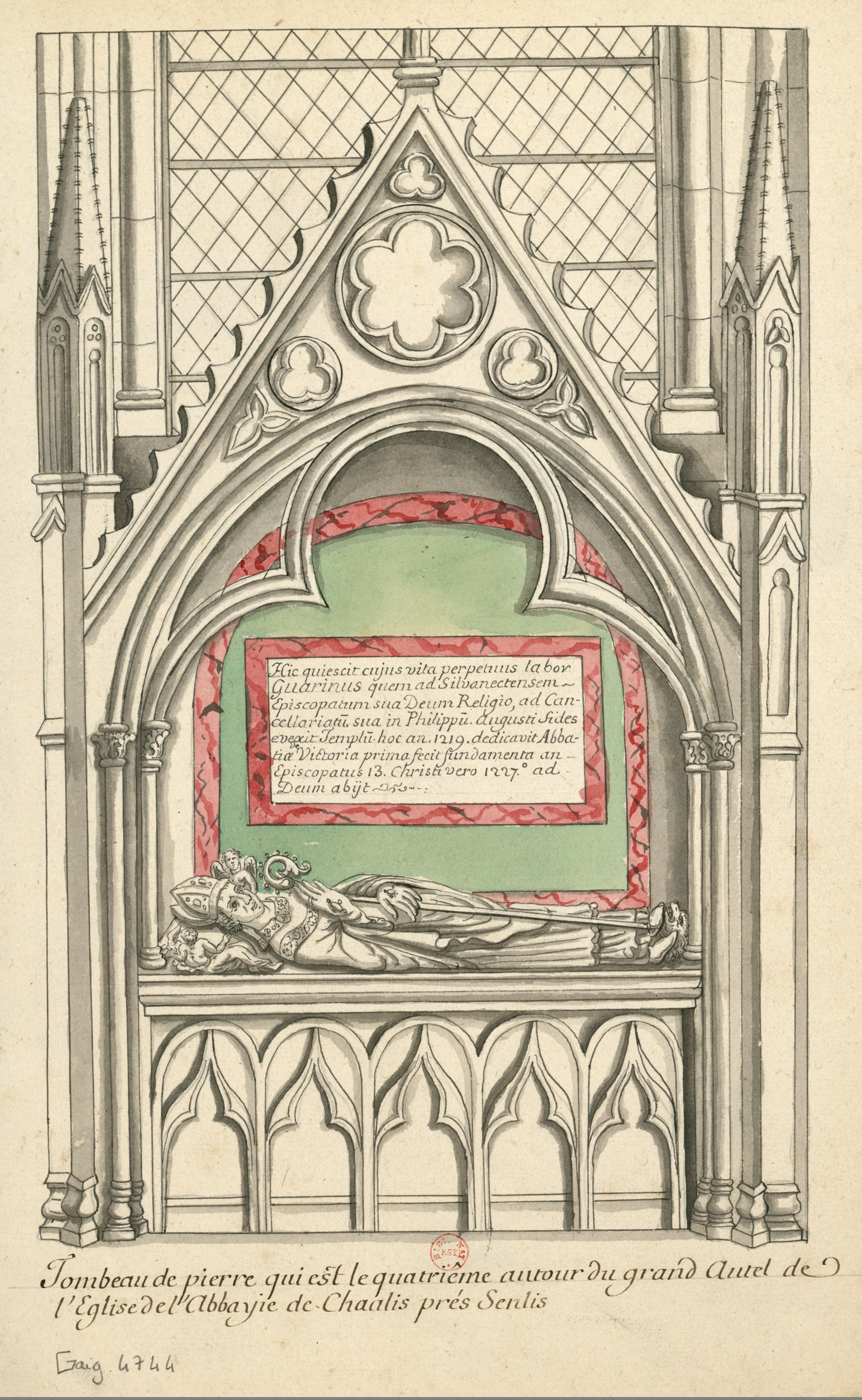
Tombeau monumental de Guérin, évêque de Senlis, située contre le chevet du chœur, vers 1227.
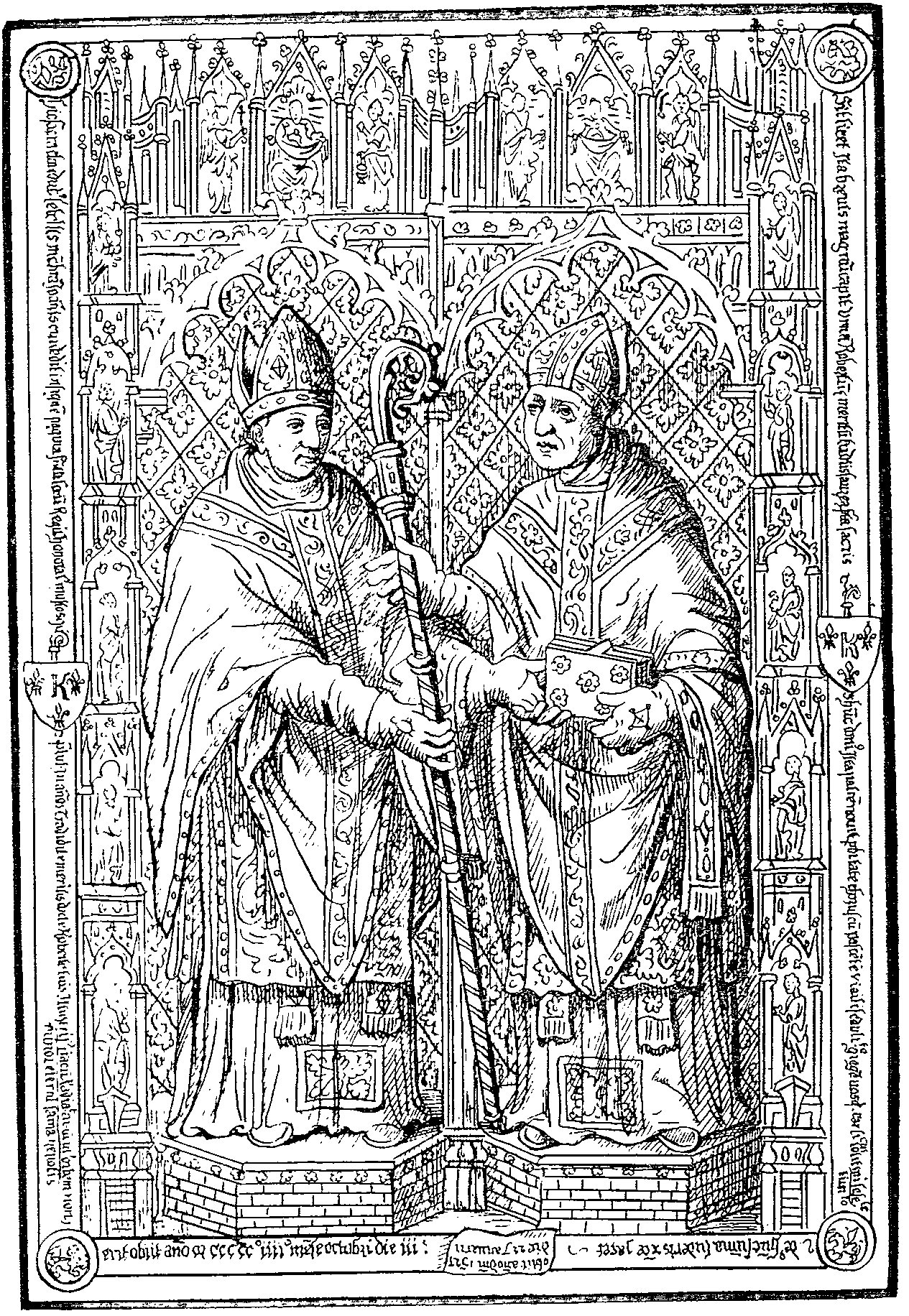
Dalle funéraire de Jean Le Fel et Robert de la Tourotte, abbés de Chaalis, vers 1523.
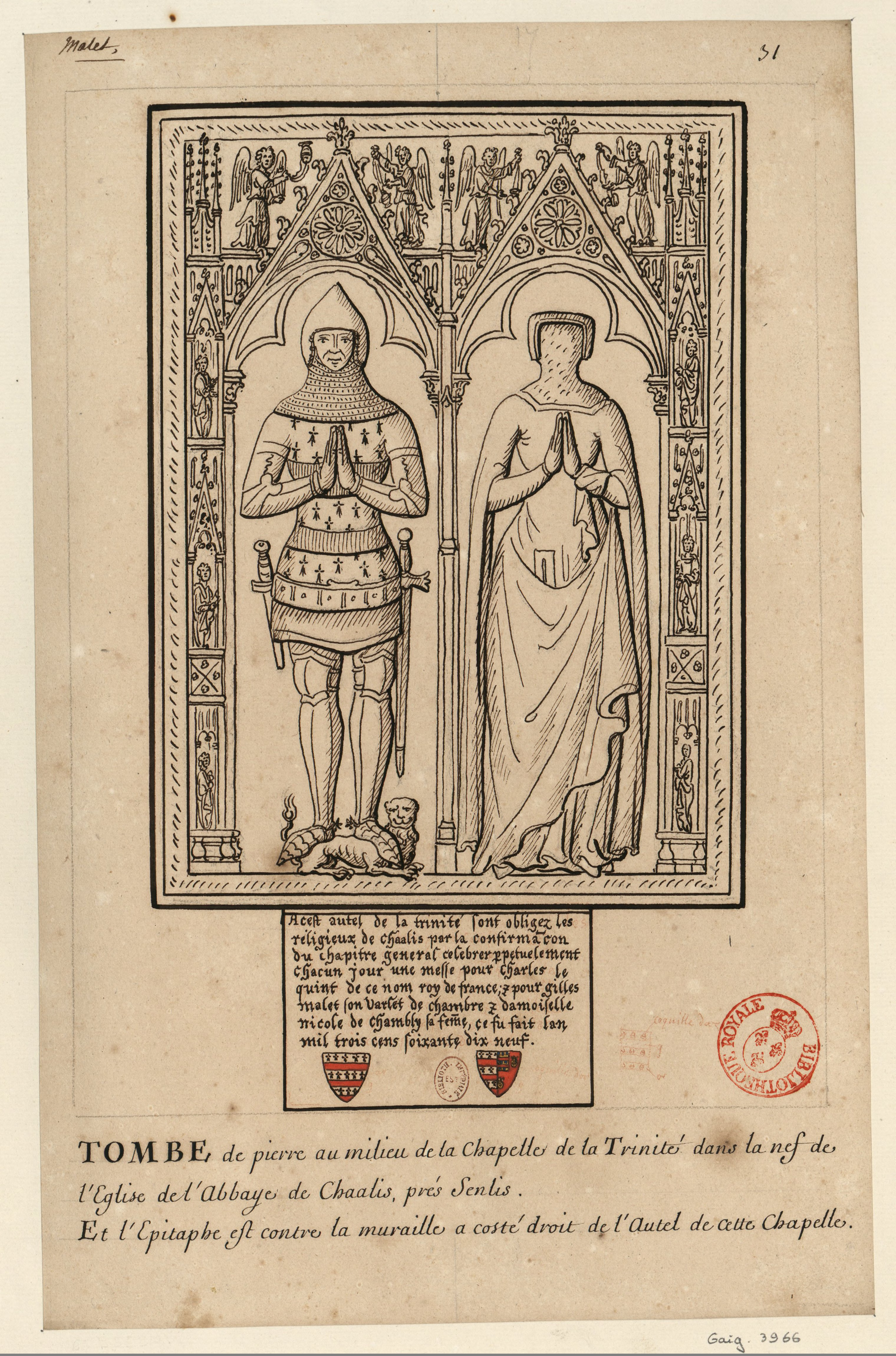
Cénotaphe de Gilles Mallet et de sa femme, dans une chapelle de la nef, XVe siècle.

#### Fouilles archéologiques

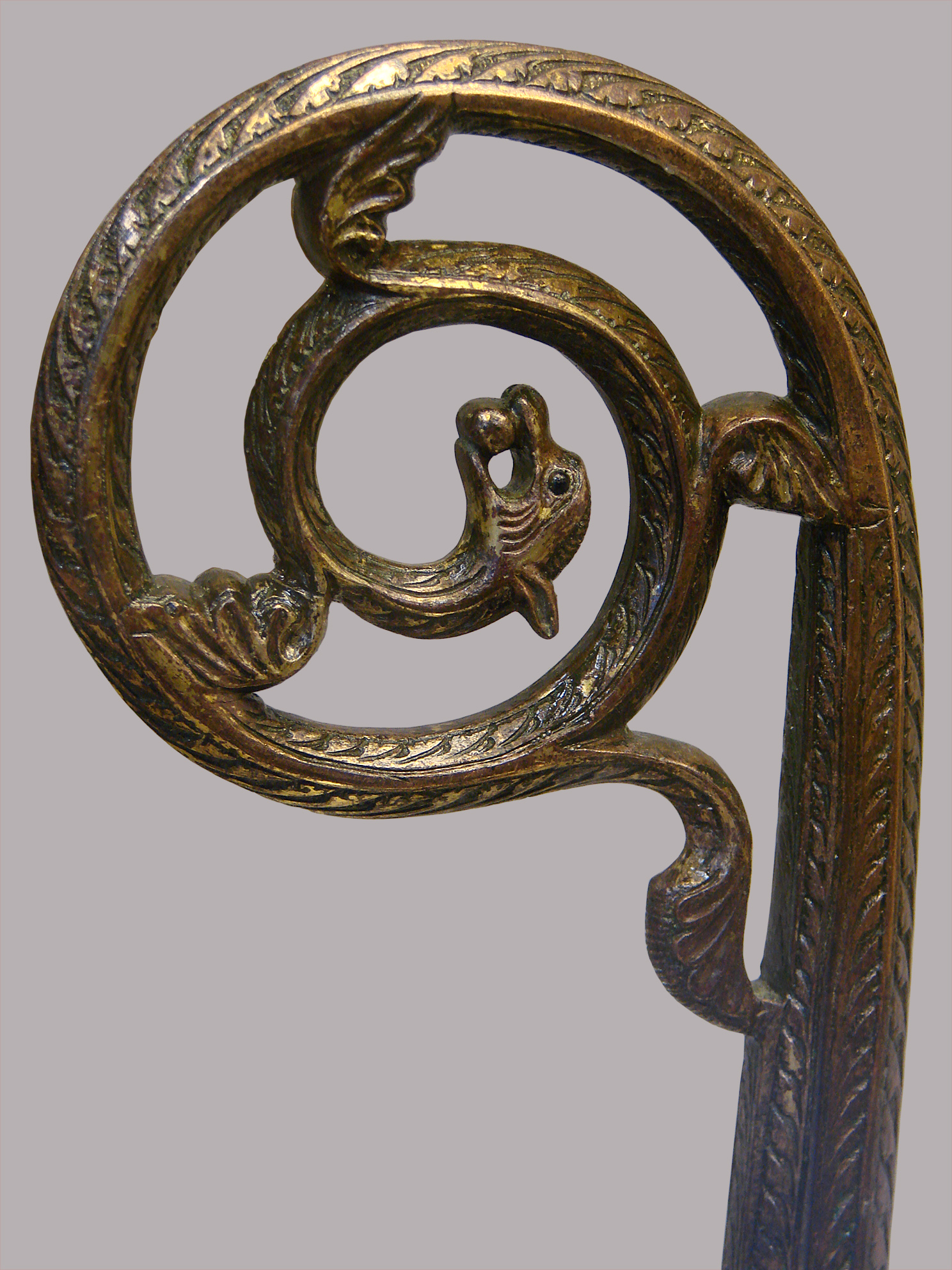
La crosse dite du chancelier Guérin, actuellement conservée au musée d'art et d'archéologie de Senlis.

Très tôt l'abbatiale suscite l'intérêt des archéologues, mais les recherches sont toujours restées à l'état de simples sondages. Les premières recherches remontent en effet au Second Empire. Attirés par la présence des anciennes tombes des évêques de Senlis décrites par Gaignières, des érudits locaux effectuent quelques fouilles et découvrent notamment des crosses épiscopales. L'une d'entre elles, conservée au musée de Senlis, est attribuée à l'évêque Guérin, mais sans aucune preuve. Une autre, dite d'Adam de Chambly, est conservée dans la salle des moines du château. Elles sont en émail de Limoges doré,. De véritables fouilles sont entamées en 1966 par Pierre Durvin, mais là encore sur une durée très courte et elles ne permettent de mettre au jour que trois sépultures au centre du chœur. De nouvelles recherches sont enfin effectuées à l'été 2009 par le centre d'archéologie et d'histoire médiévales des établissements religieux (Cahmer) de l'université de Picardie : outre un relevé précis de la topographie des vestiges, plusieurs sondages ont été menés.

### Ancien cloître

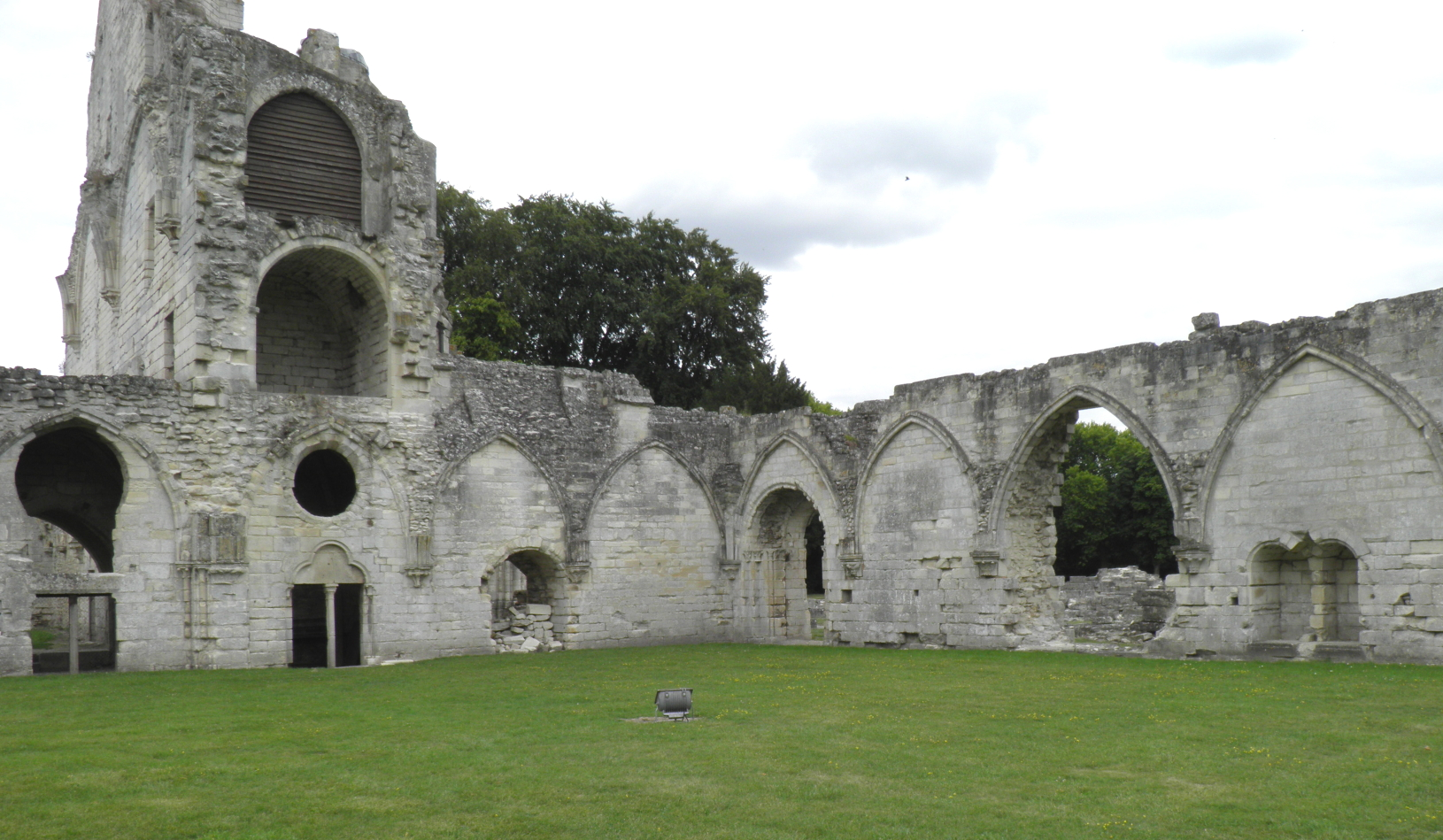
Vestiges du cloître.

Le cloître, dont il subsiste de nos jours des vestiges, est en réalité à l'origine le grand cloître, un des trois cloîtres de l'abbaye. Les deux autres étaient le cloître du Colloque, plus au nord-est, qui desservait l'infirmerie, la bibliothèque et le noviciat, et le cloître communiquant avec les logis du prieur et de l'abbé. Ce Grand cloître était appuyé contre le bas-côté et le transept nord de l'abbatiale.
Il a été construit dans le premier quart du XIIIe siècle. Sa galerie est comprenait six travées donnant sur la sacristie, seule salle subsistante, puis sur la salle du chapitre, située sous le grand dortoir des moines à l'étage. Il en subsiste toujours une partie du mur sur une longueur de quatre travées sur lesquelles sont scellés les arcs formerets avec leurs chapiteaux en cul-de-lampe, qui supportaient auparavant une voûte d'ogive.
Du mur sud du cloître, il subsiste quatre autres travées. Un armarium y est aménagé sous la forme de deux niches jumelles en plein-cintre, qui servaient à entreposer des livres sur des étagères. Dans ce même mur, Madame de Vatry, au XIXe siècle, après avoir un temps envisagé d'abattre les vestiges de l'abbatiale, y a aménagé une ouverture sous un arc formeret afin d'ouvrir la perspective du château sur l'étang situé derrière. Cet aménagement lui a été suggéré par Gérard de Nerval.
Le cloître comprenait aussi un certain nombre de sépultures, couvertes d'une pierre tombale, parfois décorées d'une figure. Il s'agit de bourgeois de Senlis et de petits seigneurs des environs. D'autres abbés étaient enterrés dans la salle du chapitre.

### Chapelle abbatiale Sainte-Marie

#### Architecture de la chapelle

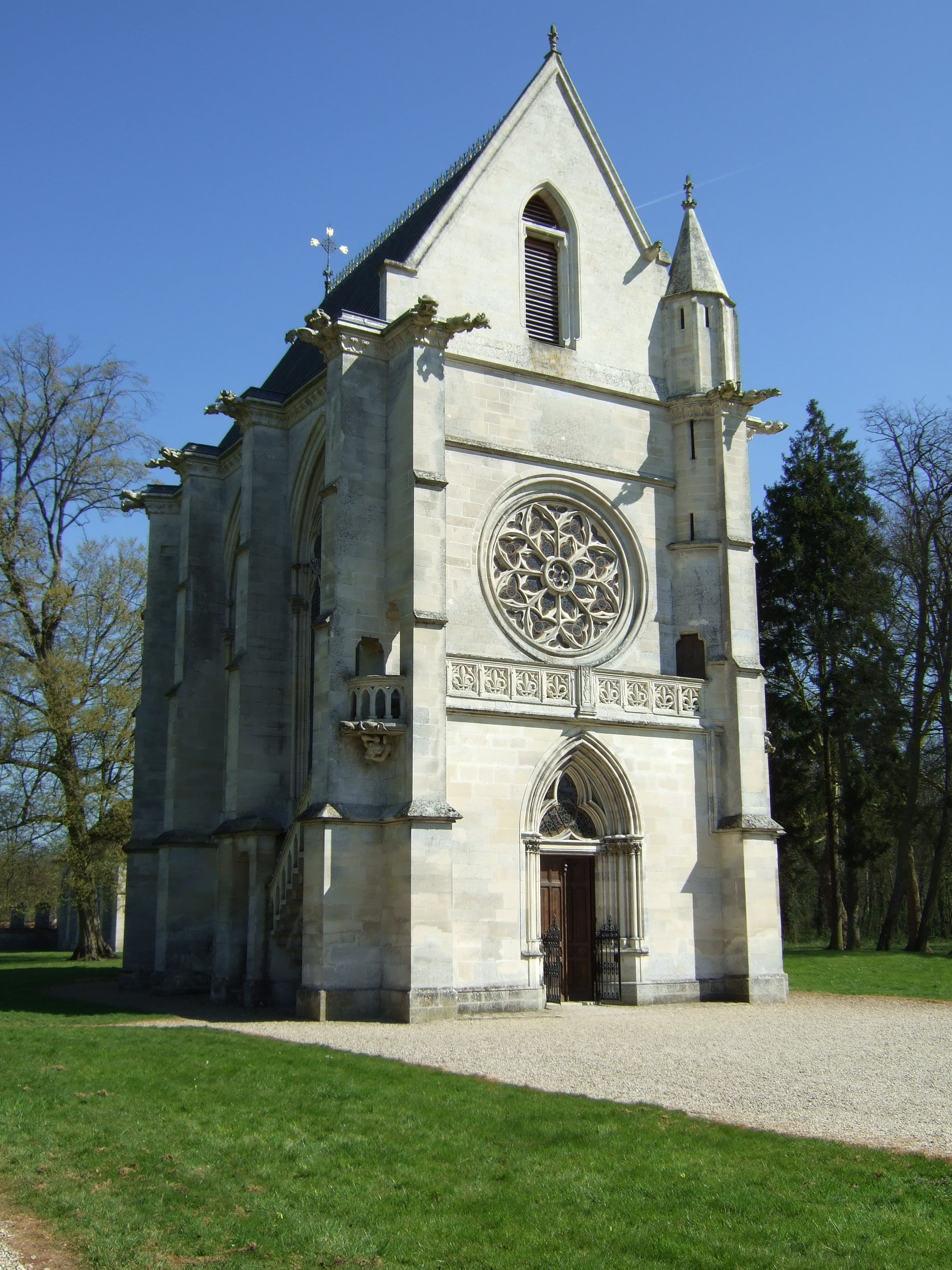
Vue générale de la chapelle.

Cette chapelle réservée aux offices privés de l'abbé est construite entre 1245 et 1255 à la fin de l'abbatiat de Jean II d’Arbone. Une galerie de treize arcades reliait cette chapelle à l'ancien palais abbatial. Son style est similaire à d'autres saintes-chapelles de l'époque : la Sainte-Chapelle du Palais de la Cité, celle du château de Saint-Germain-en-Laye ou encore celle de l'abbaye Saint-Germer-de-Fly. Elle comprend une courte nef à deux travées et voûte d'ogive quadripartite, et une abside à cinq pans surmontés d'une voûte à six nervures. Les parties hautes des murs sont entièrement composées de grandes verrières qui comprennent trois à quatre lancettes et trois quadrilobes. À l'extérieur, l'entrée comporte un portail trilobé surmonté d'une rosace flamboyante datant du XVe siècle. Cette dernière se retrouve murée à l'intérieur à l'occasion de la réalisation des fresques au XVIe siècle.
L'ensemble a été lourdement restauré entre 1875 et 1881 sur des dessins de l'architecte Édouard Corroyer à la demande de Madame de Vatry. La toiture en tuile est remplacée par des plaques de cuivre, et une balustrade décorée de fleurs de lys est installée sur la façade ouest. Des gargouilles, dessinées par Paul Balze, sont installées en haut des murs gouttereaux et du pignon. Les vitraux en grisaille datent de cette époque. Un clocher était prévu mais n'est finalement pas réalisé. La chapelle est de nouveau restaurée au début des années 2000 : une frise décorée de fleurs de lys à la feuille d'or est installée sur le faîtage, comme le prévoyait le projet de Corroyer.

#### Peintures murales
En 1541, Hippolyte d'Este commande probablement à son compatriote Le Primatice la réalisation de peintures pour les murs de sa chapelle. Ces fresques, achevées en 1544, ont longtemps été attribuées par erreur à Nicolò dell'Abbate. La contre-façade supporte une représentation de l'Annonciation, surmontée du blason du commanditaire, lui-même encadré par les rameaux portant les pommes d'or du jardin des Hespérides. Toute la partie basse de cette fresque a été reprise au XIXe siècle. Les peintures de la voûte de la nef représentent les Pères de l'Église, les apôtres et les évangélistes, témoins de l'Incarnation. Les cinq voûtains du chœur comportent des angelots présentant les instruments de la Passion. Les dessins préparatoires sont conservés au musée du Louvre. Cependant, un doute subsiste encore sur la part attribuée à la main du maître et à celles de ses assistants, les spécialistes n'étant pas d'accord sur le sujet. Selon Sylvie Béguin, seuls ses assistants seraient intervenus directement dans la chapelle, alors que selon Dominique Cordellier, sa main peut s'y retrouver,.

Les fresques du Primatice dans la chapelle abbatiale
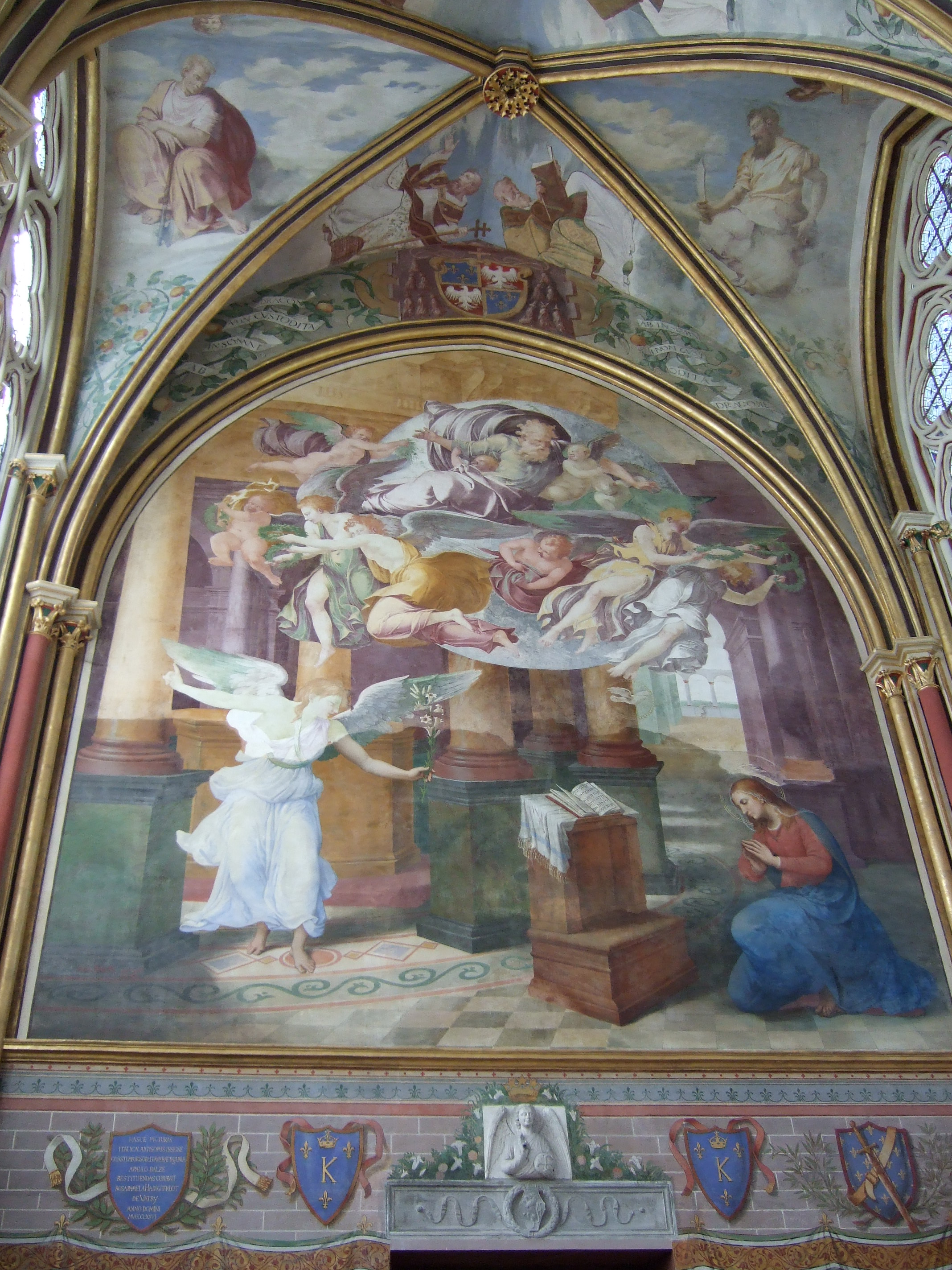
L'Annonciation sur la contre-façade.
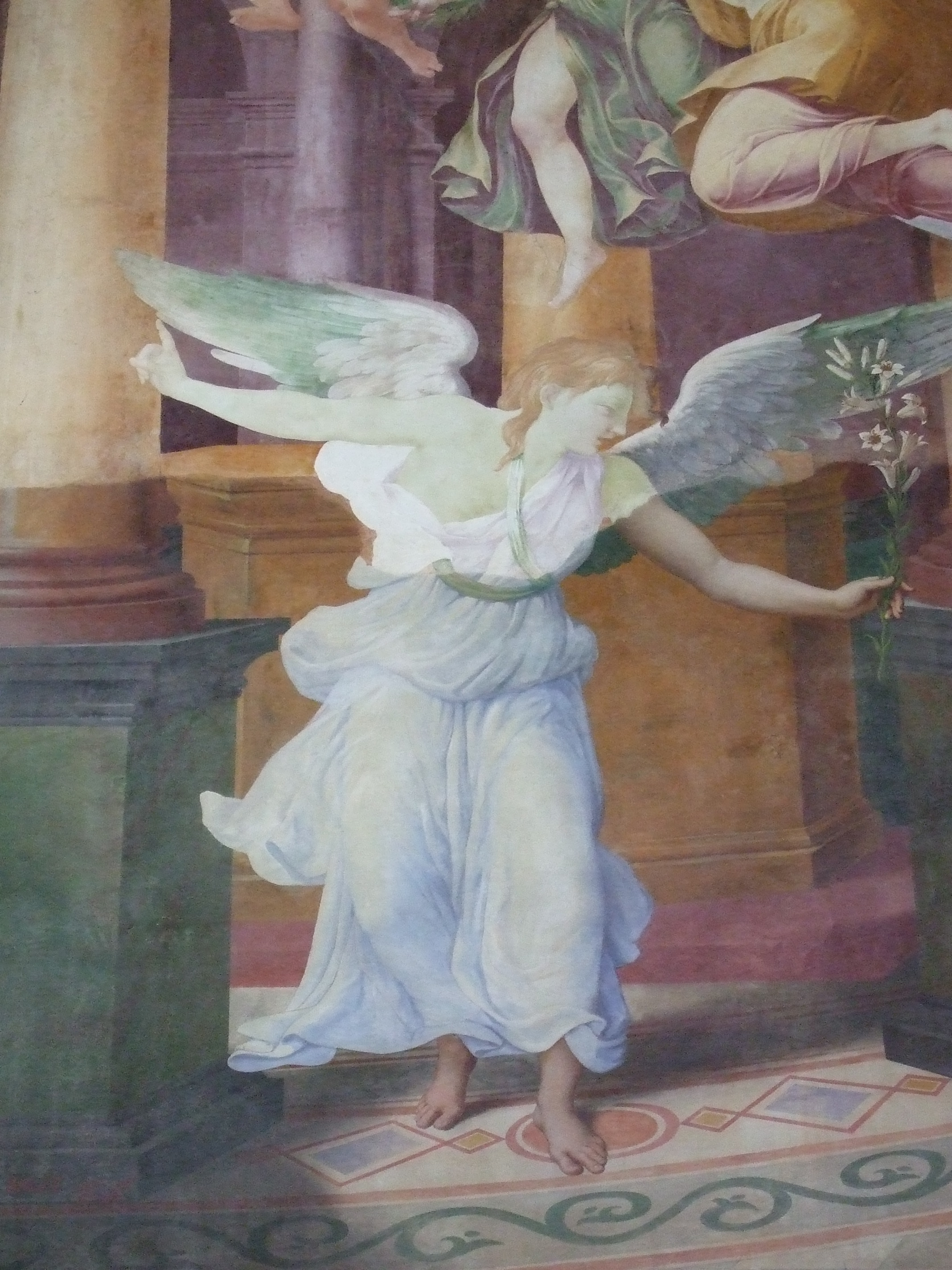
Détail de l'ange de l'Annonciation : toute la partie basse est de la main de Paul Balze.
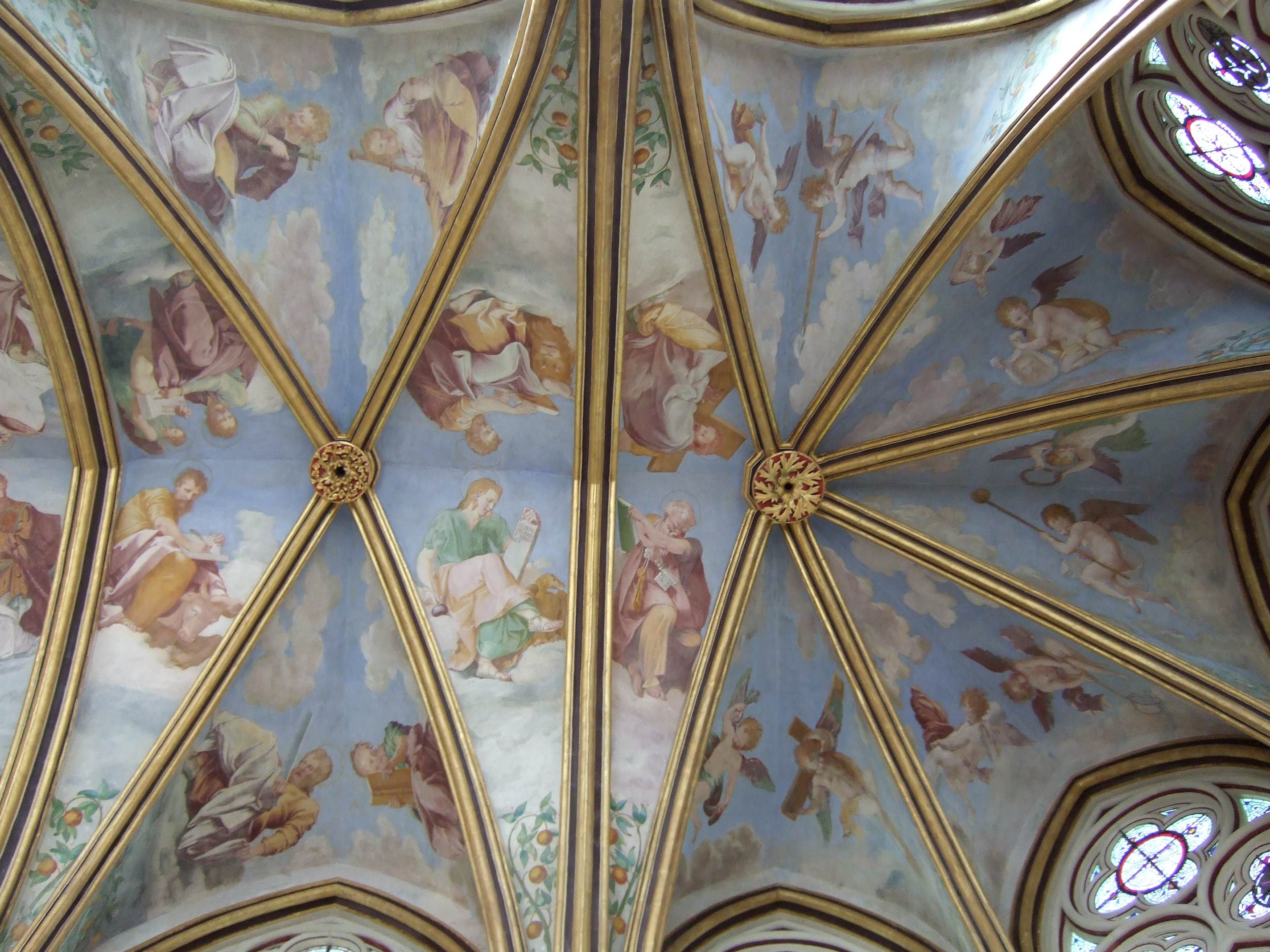
Les apôtres sur la voûte de la nef.
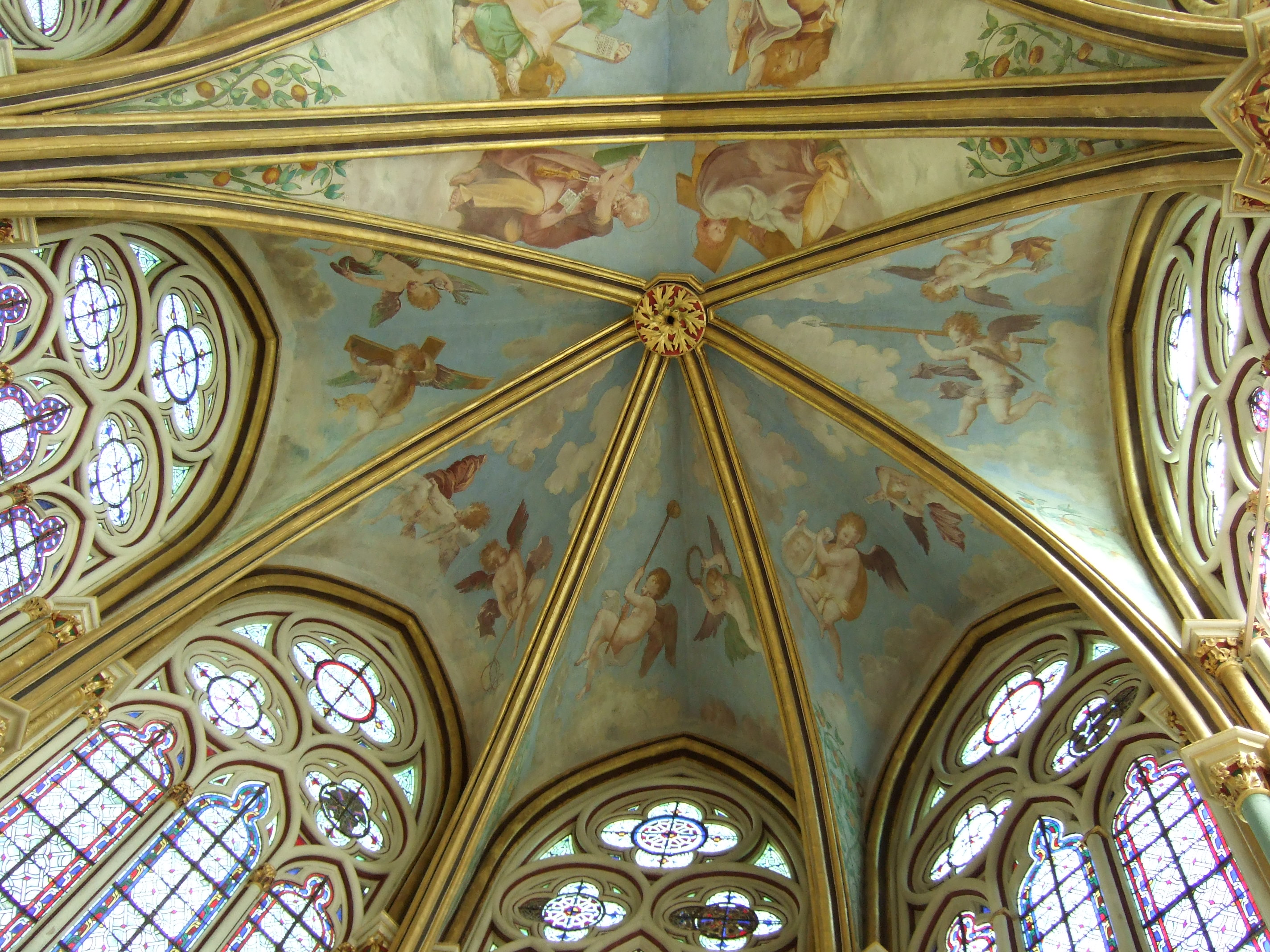
Les instruments de la passion sur les voûtains du chœur.

Ces décors sont lourdement restaurés en 1875 par le peintre Paul Balze. Toute la partie basse de la chapelle est en effet victime de dégradations dues à l'humidité. Ces dégradations étant jugées irrémédiables, le peintre décide de refaire totalement la partie basse de la fresque de L'Annonciation, mais en la réinterprétant à sa manière et en utilisant la technique de la peinture à l'huile et non plus celle de la fresque. Sous les baies vitrées, toutes les peintures datent elles aussi du XIXe siècle : elles représentent des tentures en trompe-l'œil surmontées d'une frise comportant les blasons des abbés des origines à la Révolution. Ces peintures murales sont entièrement restaurées de nouveau en 2006. Outre leur préservation et la suppression des repeints du XIXe siècle, cette restauration a permis de confirmer l'attribution au Primatice. Pour autant, les ajouts de Balze ont été préservés et les restaurateurs ont facilité la distinction entre les différentes interventions picturales,.

#### Mobilier de la chapelle
Dans la chapelle se trouvait une statue de la Vierge, conservée aujourd'hui dans l'église paroissiale voisine de Baron. Au XIXe siècle, Paul Balze exécute pour la chapelle de Madame de Vatry une Vierge à l'Enfant dorée ainsi qu'un retable en lave émaillée représentant le Christ en majesté pour le devant de l'autel. Des vitraux disparus de la grande rosace occultée sont remplacés par le peintre par des émaux sur lave représentant des anges. Tous ces éléments sont donnés en 1902 par Nélie Jacquemart à l'église paroissiale de Fontaine-Chaalis où ils se trouvent toujours. Le retable est remplacé par un retable champenois du XVIe siècle représentant les douze apôtres et installé sur le maître-autel.
Toujours dans la chapelle actuelle se trouve la tombe de Nélie Jacquemart, inhumée ici à sa demande sous une pierre tombale supportant son gisant sculpté par Denys Puech, commandé par l'Institut en 1925. D'autres tombeaux sont présents, dont certains venus d'Italie à la suite d'un achat de la collectionneuse, tel que celui de Melchiorre Baldassini, provenant de la basilique Saint-Augustin de Rome et datant de 1525.

### Château
Le bâtiment actuel est construit selon les plans de Jean Aubert entre 1739 et 1741. Il aurait dû constituer l'aile nord du cloître, aile située à l'opposé de l'abbatiale. Finalement, il s'agit de la seule aile construite sur les trois prévues. Le bâtiment, laissé inachevé jusqu'au milieu du XIXe siècle, est repris à l'initiative de Madame de Vatry qui fait combler les vides sur la façade côté sud, espaces laissés pour créer la galerie devant rejoindre l'ancienne église. Le bâtiment dans son état actuel est constitué d'un corps de logis principal, surmonté d'un fronton triangulaire central, encadré de deux ailes en retour qui tournent le dos aux ruines de l'abbatiale et font face au parc. Les façades des ailes et du pavillon central sont entièrement traitées en bossages.

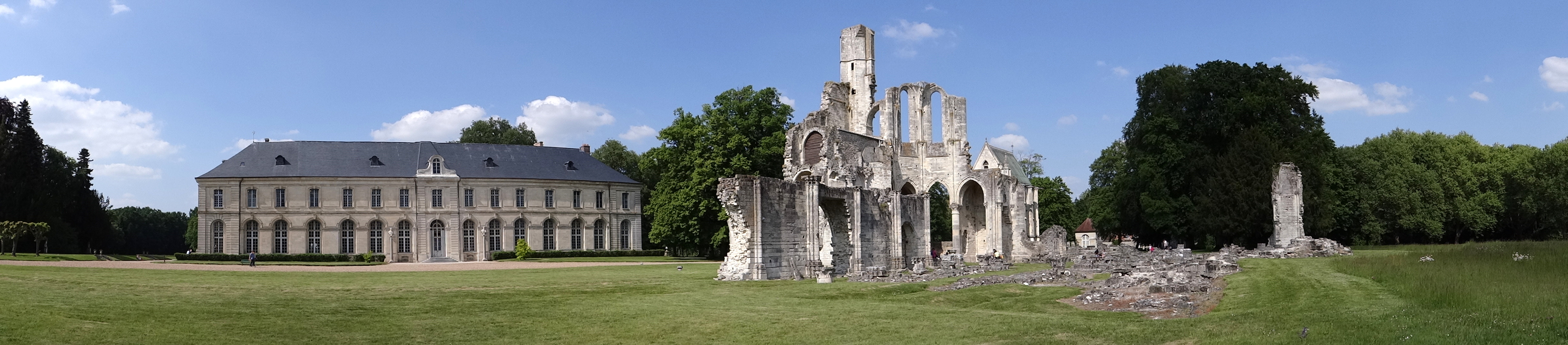
Le château à côté de l'abbatiale. Photo mai 2018.

À l'intérieur, le bâtiment comprenait au XVIIIe siècle, au rez-de-chaussée, les cuisines et le réfectoire des moines donnant sur la grande galerie du nouveau cloître. À l'étage, les cellules monastiques étaient aménagées par deux et donnaient sur une autre galerie.

Vues du château
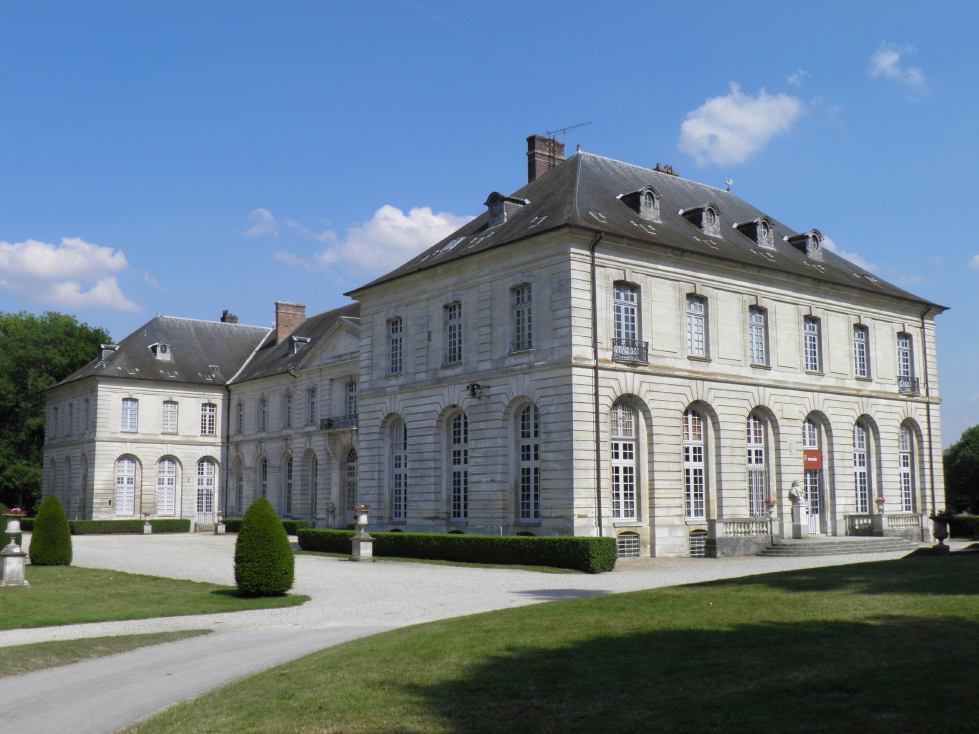
L'aile ouest au premier plan.
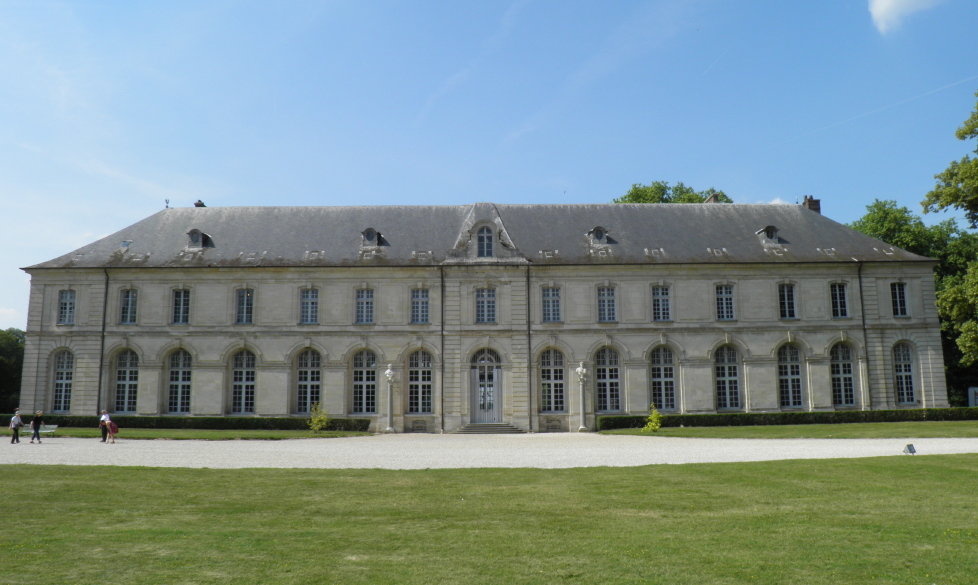
Façade sud du bâtiment.
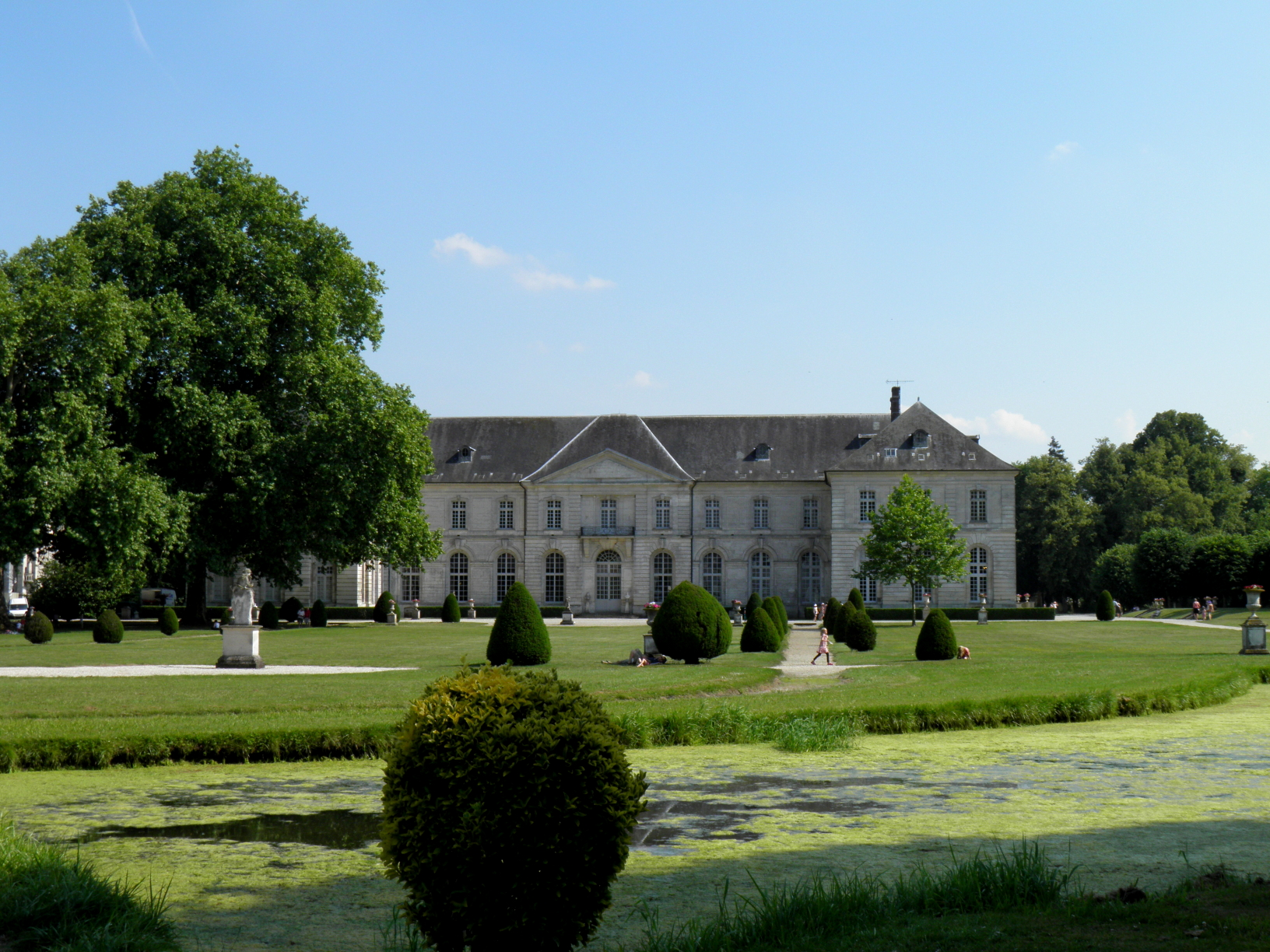
Vue depuis le parc.

### Autres bâtiments du domaine

#### Enceinte et pavillons d'entrée
Il ne reste aucune trace de l'ancienne enceinte fortifiée de l'abbaye construite au XVe siècle et démantelée dans la seconde moitié du XIXe siècle, exception faite des anciens fossés transformés en canaux. À l'entrée du domaine se trouvent deux pavillons de style classique construits dans les années 1770. Ils servent désormais de boutique et de cafétéria.

#### Écuries et orangerie

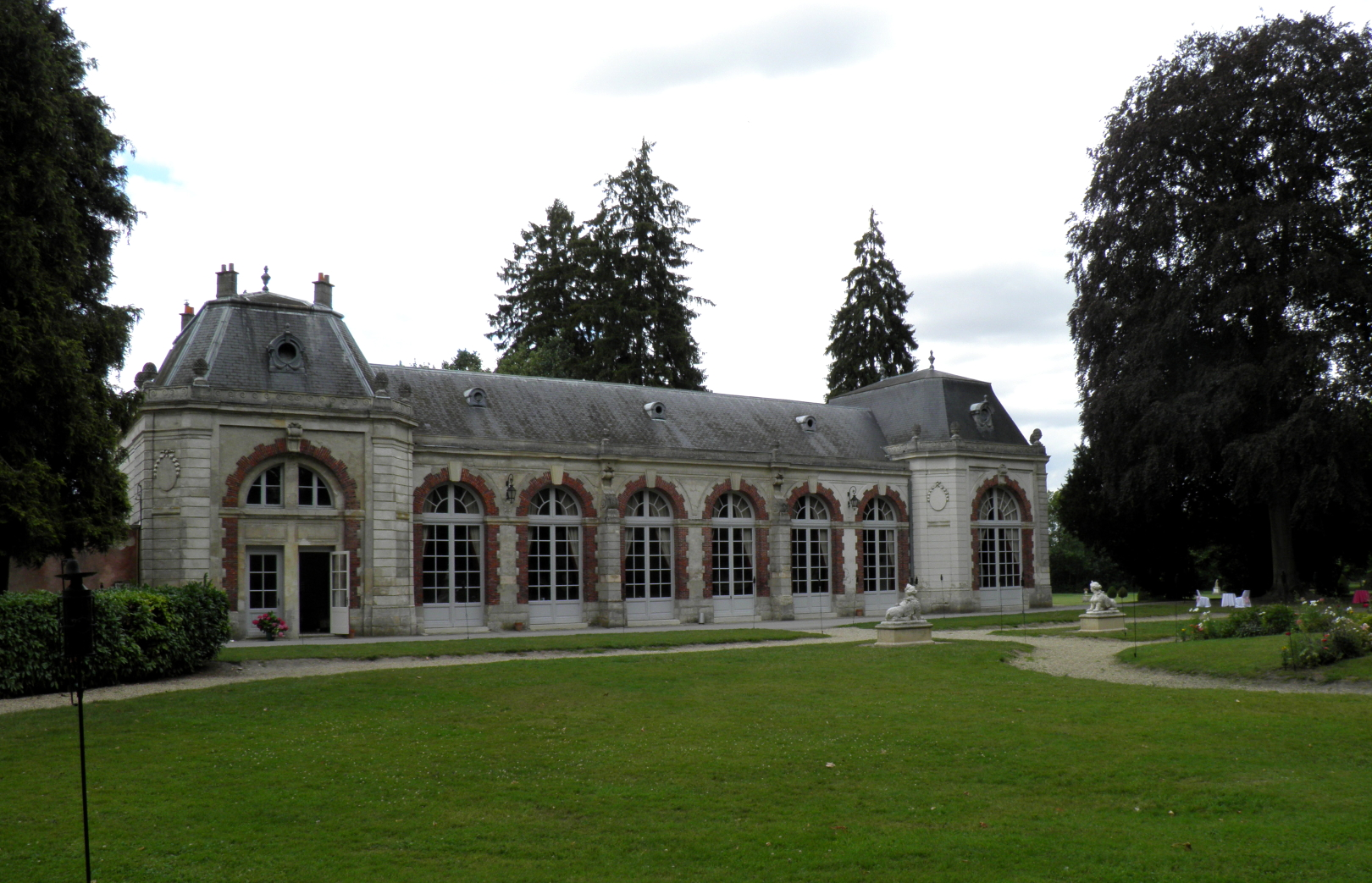
L'orangerie du château.

Ces deux bâtiments ont été construits à l'initiative de Madame de Vatry, après destruction des ruines de l'ancienne ferme de l'abbaye : les granges, les étables, le moulin ainsi que l'ancienne prison. Les deux écuries servaient à abriter les chevaux nécessaires aux chasses à courre pratiquées par les propriétaires du domaine. Elles servent de nos jours de salles d'exposition et d'animation. L'orangerie est décorée de briques rouges dans l'encadrement en plein-cintre des portes. Des consoles récupérées de l'ancien château de Stains et des statues italiennes ont été scellées dans les murs par Nélie Jacquemart. Elle sert de nos jours de salle de réception.

#### Moulin
Le moulin, au sud du parc, est le dernier vestige d'un réseau hydraulique aménagé dès le Moyen Âge. L'abbaye a compté jusqu'à dix moulins. Seul subsiste ce moulin situé sur la grande digue qui sépare le parc d'un des trois grands étangs qui ont servi de vivier à poissons jusqu'au XXe siècle. Le bâtiment actuel contient un logement qui a servi au XIXe siècle de chambre d'hôte pour Prosper Mérimée. Madame de Vatry y aménage ensuite un atelier pour Nélie Jacquemart, qui n'est alors qu'une jeune peintre portraitiste, sans qu'il soit finalement utilisé. Après le rachat du domaine, celle-ci installe dans le bâtiment une centrale électrique afin d'alimenter le domaine en courant. Cette centrale cesse de fonctionner en 1962. Le moulin fait l'objet d'une restauration,.

### Jardins et reste du domaine
Le domaine actuel est un ensemble de 1 000 hectares comprenant une partie de la forêt d'Ermenonville, gérée par l'Office national des forêts, des étangs et un parc autour de l'abbaye d'environ 29 ha. Il est le résultat des rachats successifs effectués par Madame de Vatry qui visait à reconstituer le domaine des moines cisterciens. Il comprend notamment le « Désert », partie nord-ouest de l'ancien parc du château d'Ermenonville dans laquelle se trouve l'ancienne cabane de Jean-Jacques Rousseau. Ce terrain a été acquis en 1874 au moment de la vente du domaine du château d'Ermenonville par Ernest Stanislas de Girardin, descendant de René-Louis de Girardin, le dernier protecteur du philosophe. Cette dernière partie du domaine n'est accessible que par des visites guidées ponctuelles organisées par le conseil général de l'Oise. Le domaine comprend aussi la Mer de sable, sur laquelle s'est installé le parc d'attraction fondé par Jean Richard en 1963. L'ensemble du domaine est inclus dans le site classé de la forêt d'Ermenonville depuis le 28 août 1998.

#### Roseraie

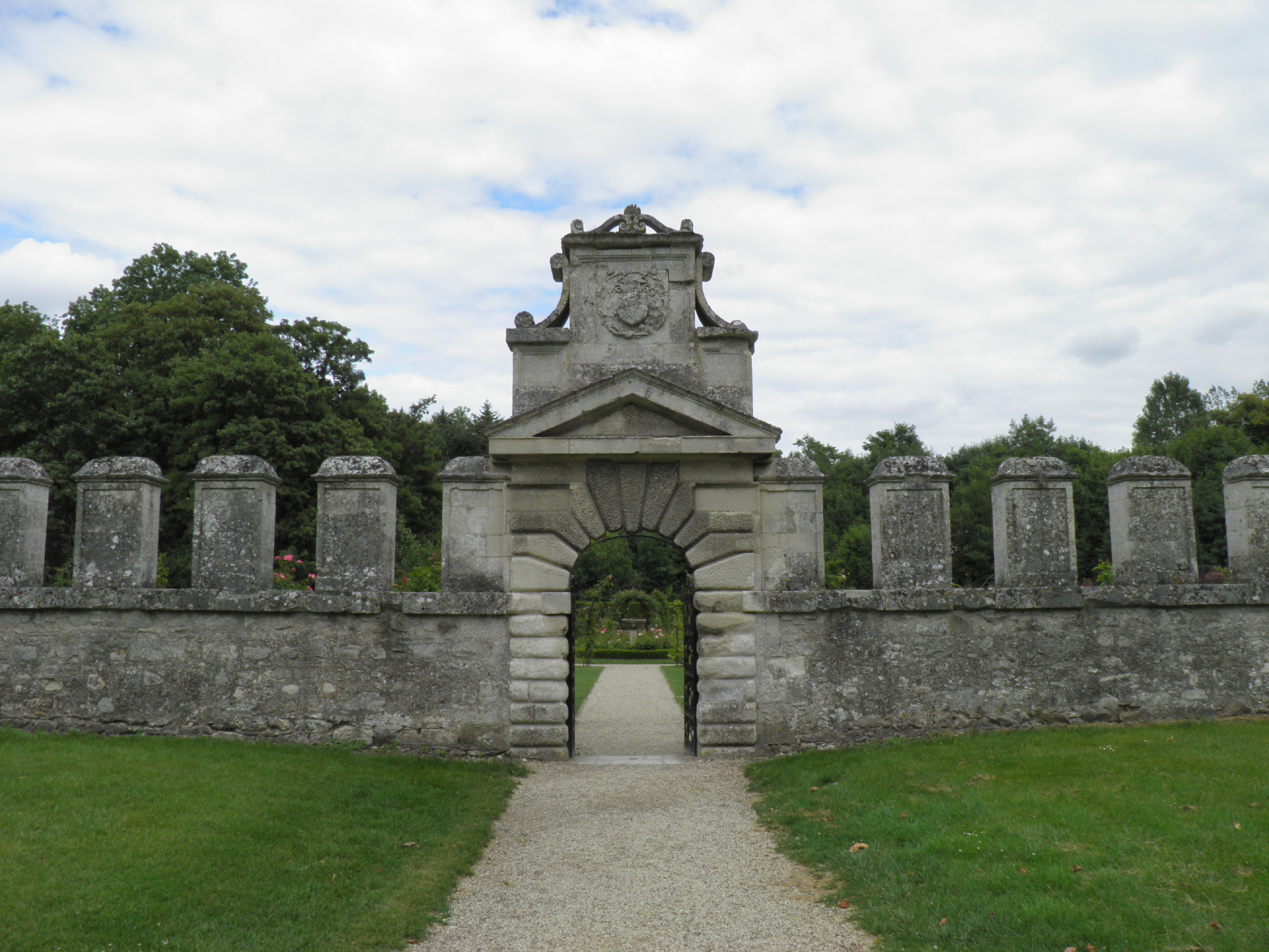
Porte d'entrée de la roseraie, attribué à l'architecte Sebastiano Serlio.

Un premier jardin est signalé dès l'époque d'Hippolyte d'Este. Celui-ci fait construire devant le cimetière des moines un grand mur crénelé, ouvert par un portail monumental frappé de ses armes. Ce mur serait l'œuvre de l'architecte italien Sebastiano Serlio, qui vient au moins à deux reprises, en 1541 et 1544, à l'abbaye et qui travaille à la même époque à l'hôtel du Grand Ferrare, autre propriété du cardinal à Fontainebleau. Le portail, mal inséré dans le mur, a probablement été déplacé pour être placé à son emplacement actuel. L'abbé-cardinal y avait fait construire à l'intérieur un pavillon, une pergola et une volière et y fait venir des plantes d'Italie. Au XIXe siècle, l'espace sert de jardin fleuriste. Il est progressivement reconstitué en 1998 par le paysagiste André Gamard en roseraie. Grande de 3 500 m2, celle-ci a la forme d'un potager à quatre carrés. Elle abrite désormais une centaine de variétés de rosiers dont une cinquantaine de rosiers grimpants, et plusieurs clématites. La vasque centrale d'époque Renaissance y a été installée par Nélie Jacquemart,,.

#### Parc
Le cardinal d'Este aménage aussi par ailleurs des bassins d'eau autour de l'abbaye. Avec la reconstruction de l'abbaye, au cours du XVIIIe siècle, la partie du parc dans l'axe du nouveau bâtiment est dessinée en jardin régulier avec des canaux et un grand bassin central. Restauré par Mme de Vatry, celle-ci y installe des statues et des vases de marbre toujours présents. Nélie Jacquemart le complète par de nouvelles statues. Une statue de Vénus, datant du XVIIIe siècle, entourée de deux sphinges baroques provenant de l'ancien hôtel Jobert de Chambertin, situé à Gevrey-Chambertin, est ainsi située juste à l'entrée du jardin régulier, en face du château,.

## Musée Jacquemart-André à Chaalis
L'intérieur du château abrite la collection d'œuvres d'art léguée par Nélie Jacquemart à l'Institut de France en 1912. Les salles sont presque toutes restées dans l'état voulu par la collectionneuse. Les collections du musée reflètent principalement les centres d'intérêt du couple Jacquemart-André : l'Italie et le XVIIIe siècle français. 90 tableaux italiens sont recensés.

### Rez-de-chaussée

Plan de localisation des salles du rez-de-chaussée du château.
Légende : 1 : vestibule ; 2 : salle des moines ; 3 : escalier ouest ; 4 : grande galerie ; 5 : salle à manger ; 6 : bibliothèque ; 7 : vestibule Médicis ; 8 : salle de billard ; 9 : grand salon ; 10 : salle orientale ; 11 : escalier est.

#### Vestibule
De nos jours, l'entrée du bâtiment se fait par l'aile ouest, et donne sur le vestibule. Cette pièce est créée par Madame de Vatry dans l'ancienne boulangerie des moines. Elle est entièrement réaménagée par Nélie Jacquemart sur des plans dressés par Ernest Sanson : elle est décorée de stucs sur les murs, de statues et d'une grande tapisserie de Beauvais datant du XVIIIe siècle : Vénus demandant à Vulcain des armes pour Énée, d'après un carton de François Boucher.

#### Salle des moines
La salle dite des moines, à l'origine une cuisine monastique, est aménagée en hall de réception pour ses invités par Madame de Vatry. Elle sert ensuite de chapelle à l'époque des Murat, à la fin du XIXe et début du XXe siècle, comme en témoigne le monogramme IHS inscrit au plafond. Nélie Jacquemart en fait une salle de musée y accumulant sur les murs et au milieu de la salle des tableaux, sculptures, vitraux, meubles et reliques, toujours visibles aujourd'hui : deux panneaux du Giotto provenant d'un ancien polyptyque de la basilique Santa Croce de Florence représentant saint Jean l'évangéliste et saint Laurent, deux panneaux d'un ancien triptyque de Jehan Bellegambe dont la partie centrale est conservée au musée de la Chartreuse de Douai, un tableau de La Vierge aux cerises de l'atelier de Joos van Cleve, deux statues de saintes de l'atelier de Antonello Gagini, entre autres. Elle fait enfin placer contre le manteau de la grande cheminée le moulage d'une statue de cerf en ronde-bosse signée Georges Gardet.

Quelques œuvres exposées dans la salle des moines
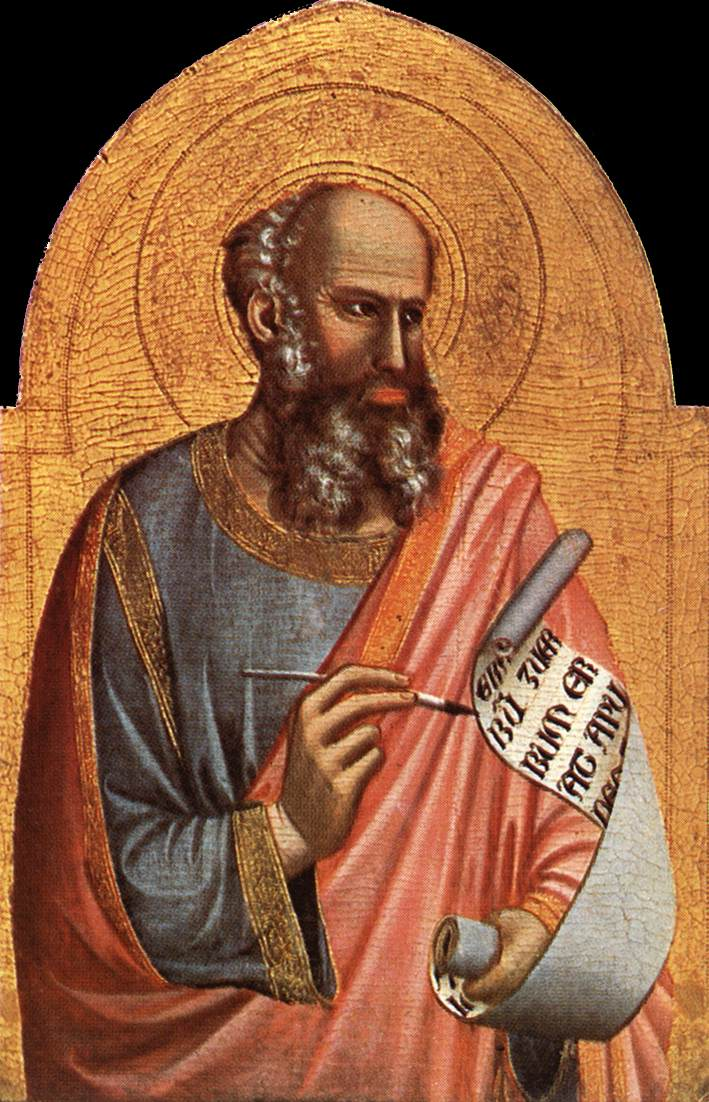
Saint Jean l'évangéliste par Giotto.
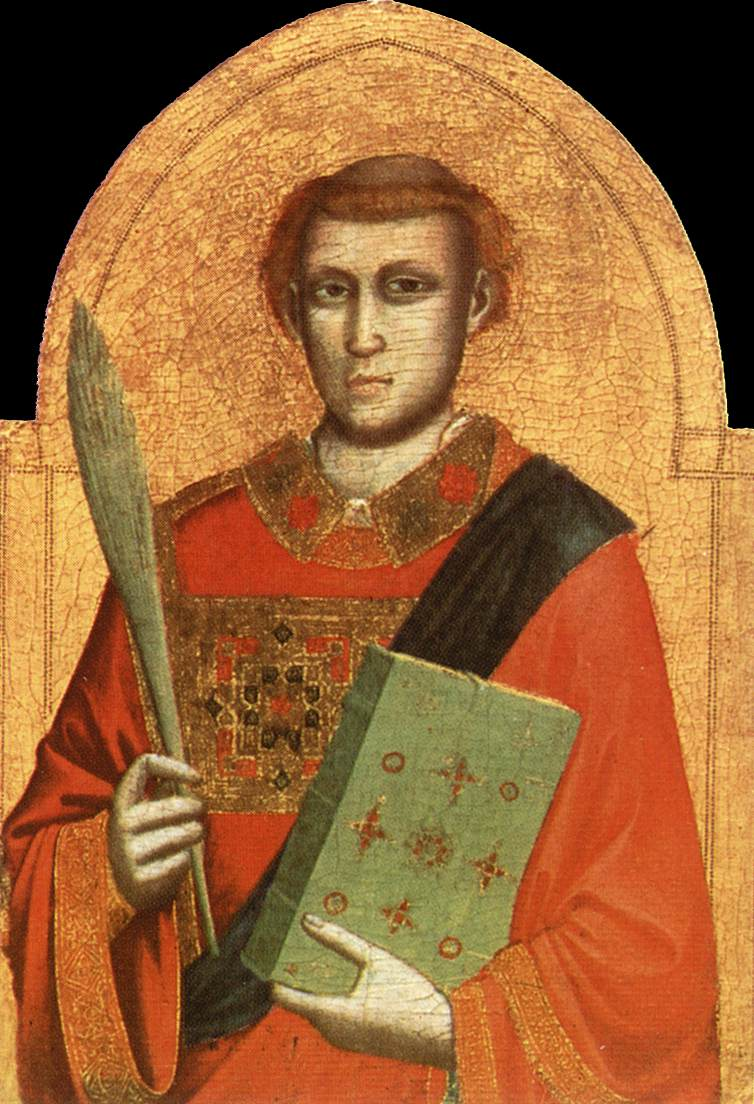
Saint Laurent par Giotto.
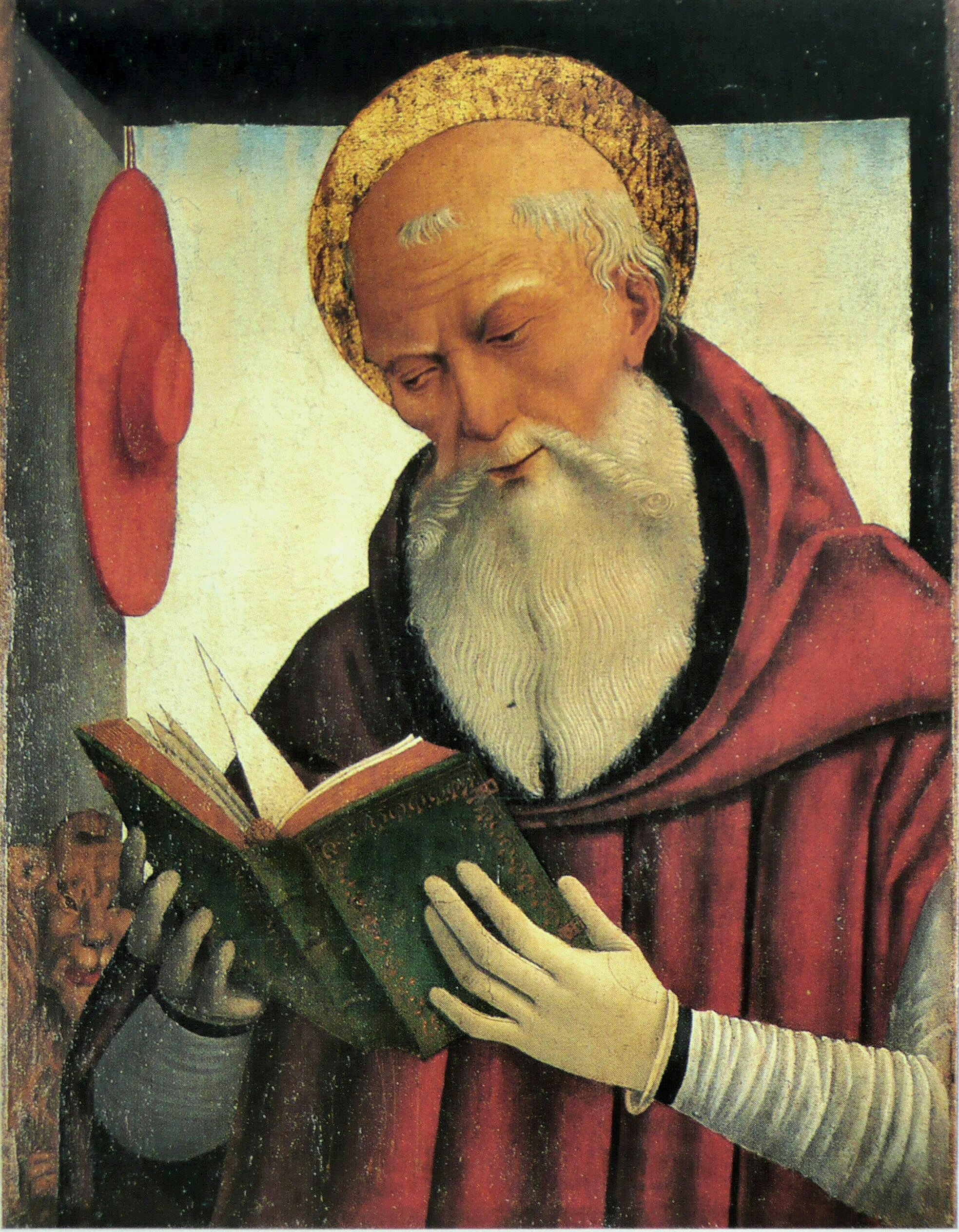
Saint Jérôme par Domenico Panetti.

La cage de l'escalier attenante contient des vitrines présentant des collections de céramiques : faïences italiennes des XVIe et XVIIe siècles, de Moustiers, grès allemands, porcelaine de Saxe, de Wedgwood, et de Sèvres. En haut de cet escalier se trouve le musée lapidaire, soit les éléments sculptés issus de l'ancienne abbaye, et d'autres statues acquises par Nélie Jacquemart.

#### Grande galerie et salles de réception

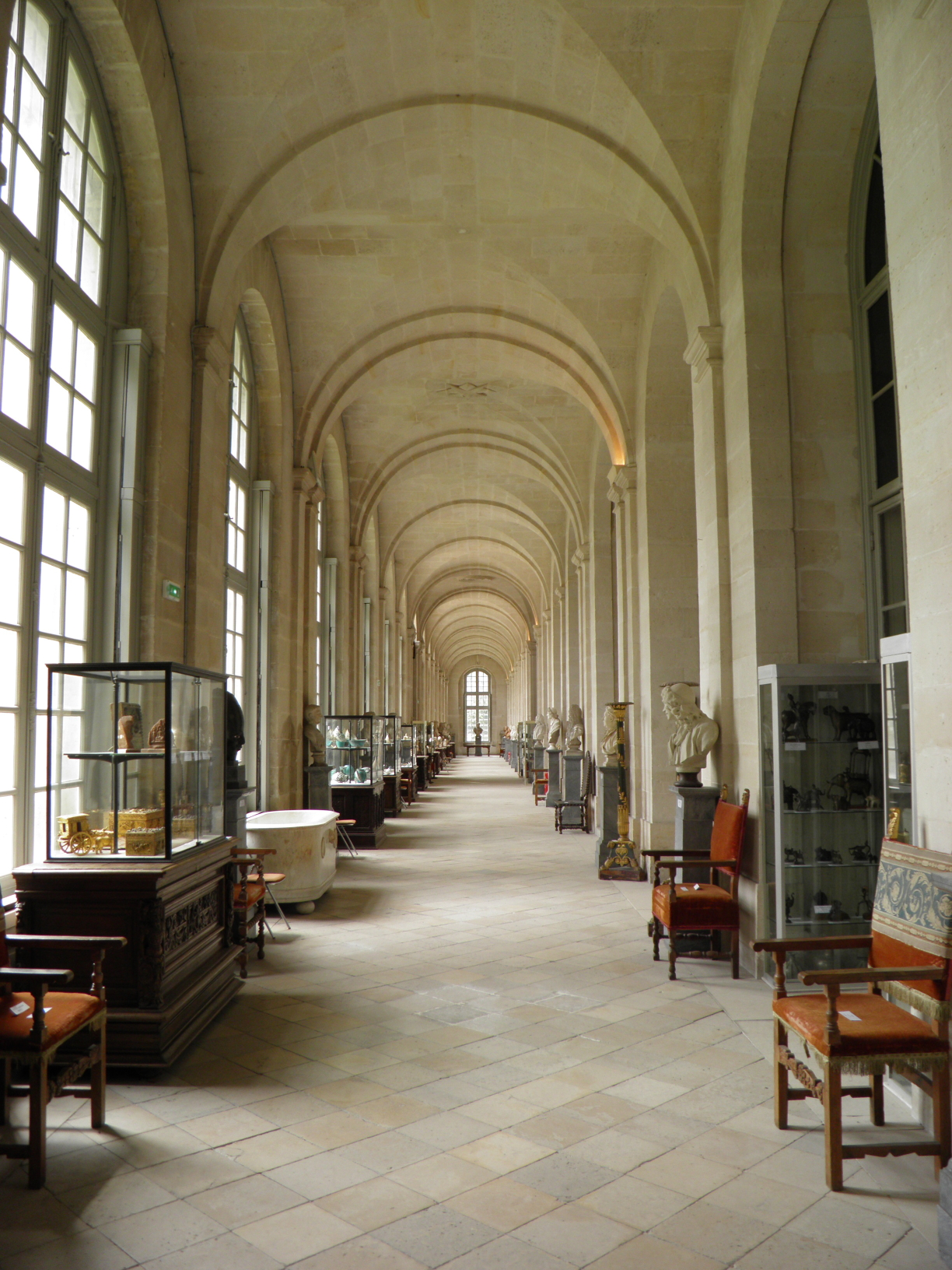
La grande galerie vue depuis l'extrémité est.

La grande galerie, dotée d'une voûte de 7 m de haut, s'étend sur toute la longueur du bâtiment côté sud soit 73 m, distribuant les salles de réception du palais. De l'autre côté, les anciennes grandes arcades du chœur ont été fermées par des hautes fenêtres. Elle présente la collection de coffres gothiques et Renaissance de Madame de Vatry et une collection de bustes, de la Renaissance au XVIIIe siècle : à gauche les sculptures françaises dont l'une de Augustin Pajou et à droite, côté fenêtres, les sculptures italiennes dont l'une de Baccio Bandinelli et une autre d'Alessandro Vittoria.
Parmi les salles de réception, la salle à manger a gardé le même aspect qu'à l'époque de Madame de Vatry, décorée de tableaux animaliers de François Desportes et de l'atelier de Jean-Baptiste Oudry. La table y est dressée à l'aide de couverts donnés au musée en 1995. Un paravent est décoré de motifs de singeries peints par Christophe Huet. La bibliothèque est l'ancienne salle de réception de madame de Vatry, immortalisée par une aquarelle d'Eugène Lami dans laquelle la maîtresse de maison entre dans la pièce à cheval tandis que des peintres exécutent les portraits de personnalités. Elle comprend des boiseries posées par Nélie Jacquemart abritant des éditions du XVIIIe siècle, ainsi que du mobilier signé pour partie André Charles Boulle et ses fils,.
Le vestibule Médicis reliait autrefois la galerie au parc et doit son nom aux objets aux armes des Médicis qui y sont conservés : c'est le cas notamment de la statue de terre cuite de Ferdinand Ier de Toscane réalisée par Giambologna. La salle de billard comprend en son centre un billard en palissandre datant de la fin du XIXe siècle et présente cinq toiles de Jean-Baptiste Martin représentant des batailles de Louis XIV. Le portrait de ce dernier est présenté sur un chevalet. Le grand salon comprend du mobilier XVIIe et XVIIIe siècles dont un lustre d'époque Louis XIV, un bureau Régence et deux fauteuils Louis XV. Les murs supportent une série de portraits du XVIIIe siècle signés Nicolas de Largillierre, Godfrey Kneller, Louis-Michel van Loo et Louis Tocqué.

#### Salle orientale

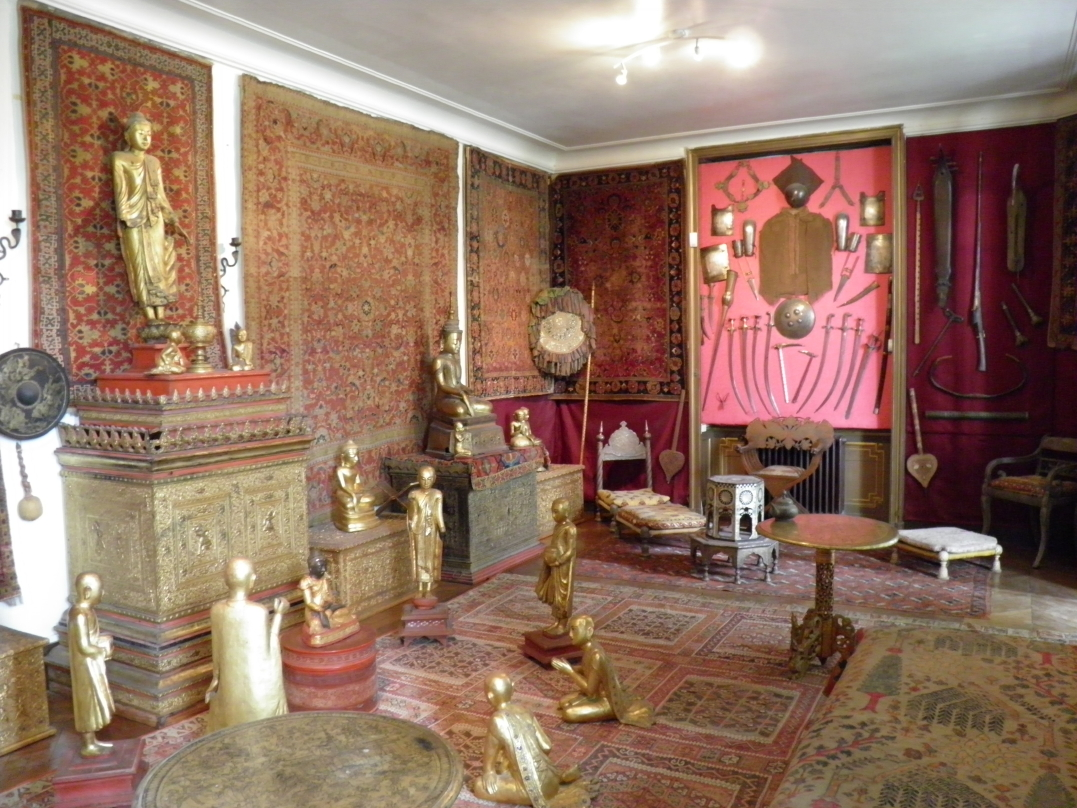
La salle orientale.

Le rez-de-chaussée s'achève par un petit salon oriental, décoré de souvenirs rapportés d'un séjour en Inde et Birmanie de Nélie Jacquemart en 1902, et des cadeaux reçus d'amis venus d'Orient. Elle y a ainsi accueilli le maharadjah de Kapurthala et ses fils. Y sont exposés des tapis d'éléphant, des statues de bouddhas birmans, des coffres et autels, des instruments de musique, des bannières, des panoplies d'armes indiennes. La plupart datent du XVIIIe siècle. Trois vitrines présentent de petits objets représentant des animaux, des divinités, et des objets de la vie quotidienne. Le conservateur du domaine Jean-Gabriel Domergue a transformé la pièce en atelier de peinture dans les années 1950. Le salon a retrouvé sa décoration initiale en 1993.

### Premier étage

Plan de localisation des salles du premier étage du château.
Légende : 11 : escalier est ; 12 : cabinet chinois ; 13 : chambre des aigles ; 14 : chambre de Nélie Jacquemart ; 15 : salle de bain ; 16 : boudoir ; 17 : grande galerie ; 18-21 : cellules et cabinets 1 à 4 ; 22 : cabinet des manuscrits ; 23 : cabinet des dessins ; 24-27 : cellules et cabinets 5 à 8 ; 28 : salle lapidaire ; 29 : galerie Jean-Jacques Rousseau ; 30 : salles Amic ; 3 : escalier ouest.

#### Galerie et cellules

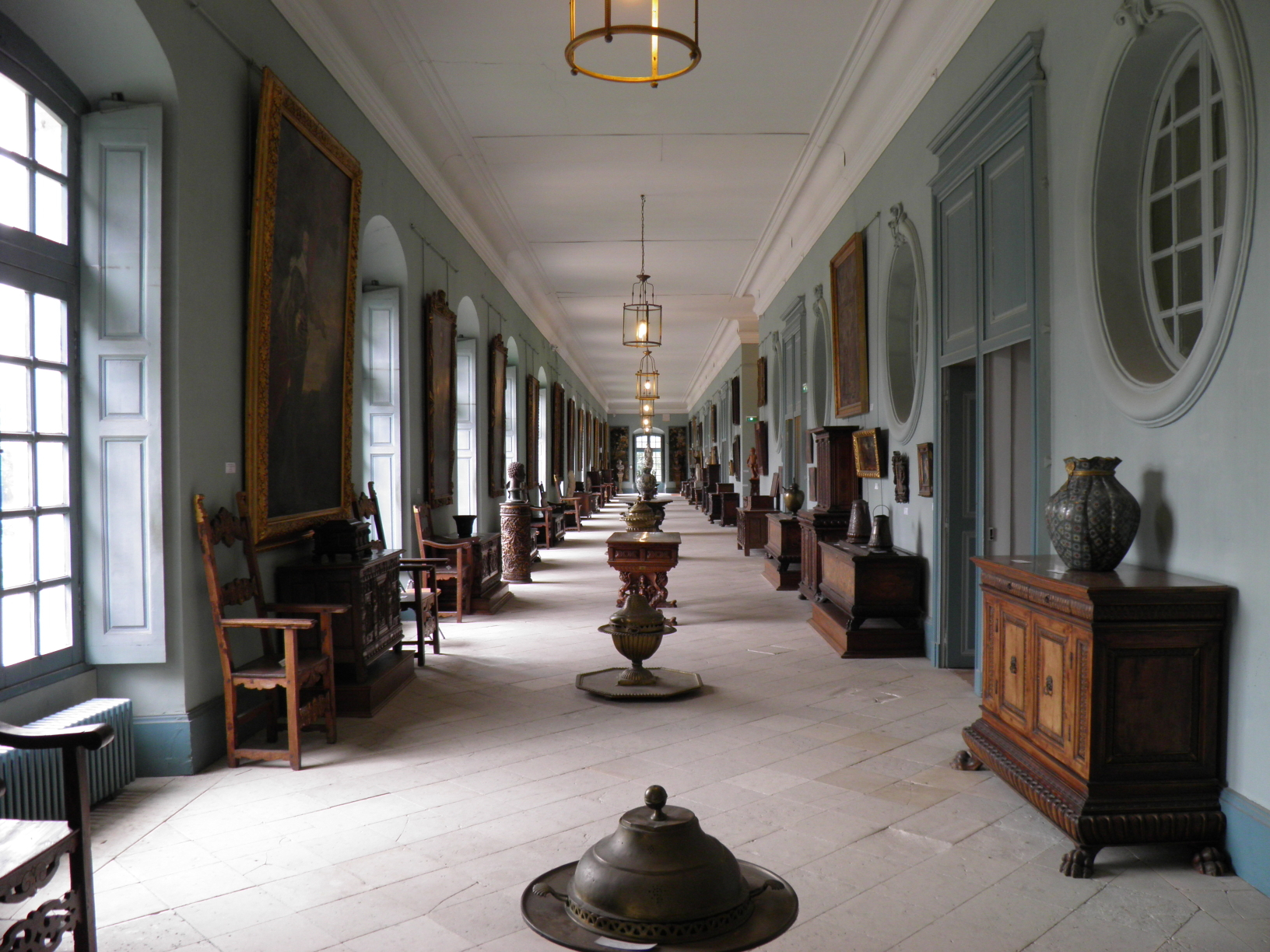
Galerie du premier étage.

L'escalier qui mène au premier étage, présente une série de peintures de paysage dont trois dans le style de Giovanni Paolo Pannini, un Suzanne et les vieillards à Palma le Jeune et un portrait de l'atelier de Bronzino. La galerie de l'étage contient un mobilier composé de coffres, de bahuts et de tables des XVIe et XVIIe siècles venant de France et d'Italie Les peintures présentes au mur représentent l'éclectismes des goûts du couple Jacquemart-André : de la Renaissance italienne (dont deux tableaux de l'atelier du Tintoret) à la peinture française du Grand Siècle (un Portrait de Richelieu de Philippe de Champaigne) en passant par la peinture de genre hollandaise.
Cette galerie donne accès à huit anciennes cellules des moines transformées en chambres et cabinets destinés aux invités. Chacune comprend une décoration particulière : style Régence, style Empire, style Restauration. La cellule no 1, l'ancienne chambre du prieur, contient des souvenirs des académiciens anciens conservateurs du musée. La cellule no 2 présente l'un des rares tableaux du XIXe siècle du musée : Le four à plâtre à Montmartre de Carle Vernet. Au milieu de l'alignement de cellule, se trouve le cabinet des manuscrits, qui présente des documents d'archives liés à l'histoire de l'abbaye. La salle contiguë, ouverte par un balcon sur le parc nord, contient des dessins du XVIe au XVIIIe siècle.

#### Galerie Jean-Jacques-Rousseau et salles Amic

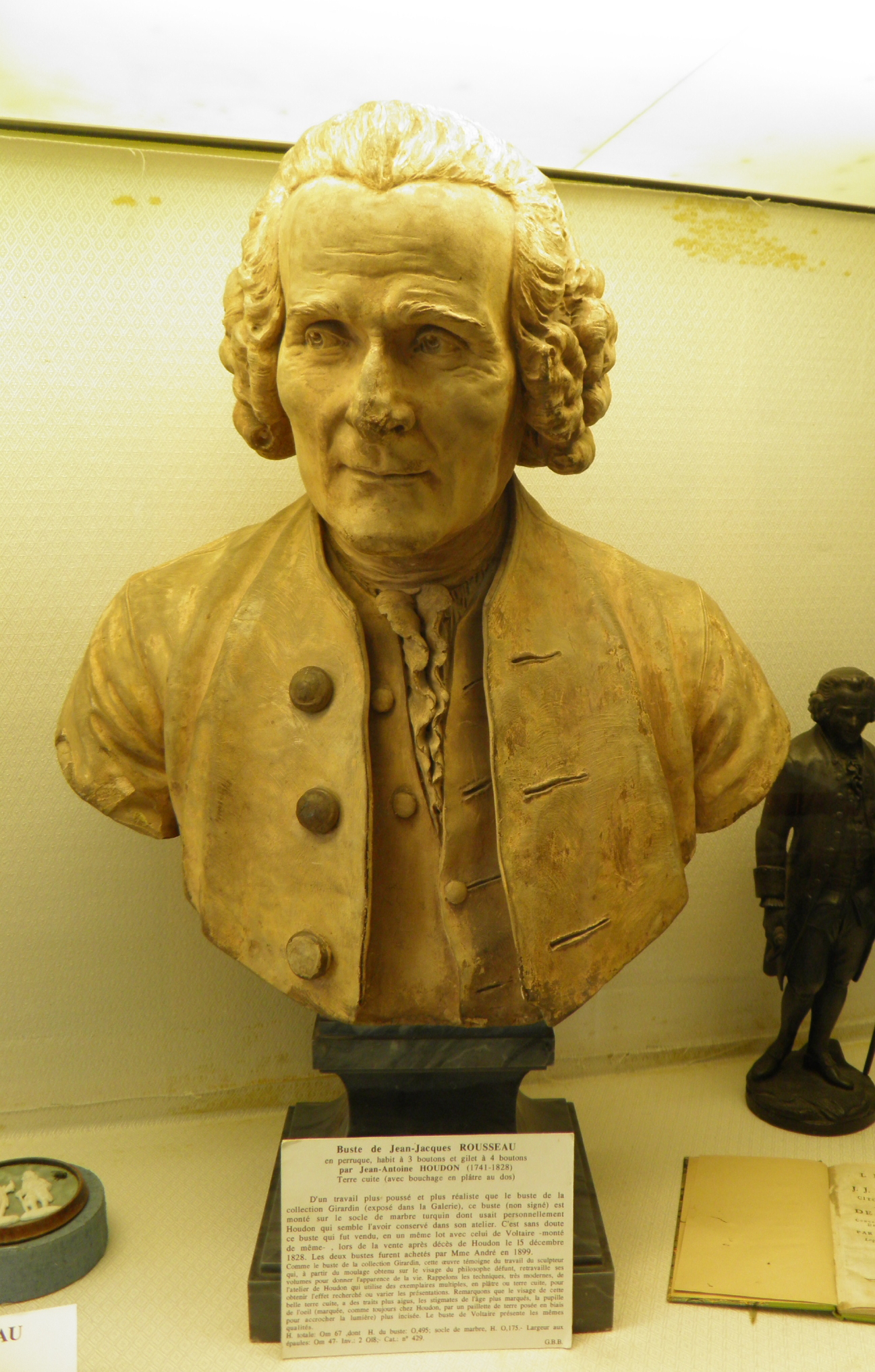
Buste de Jean-Jacques Rousseau par Jean-Antoine Houdon, terre cuite, 1778.

Dans l'aile ouest est située la galerie Jean-Jacques-Rousseau. En 1923, Fernand-Jacques de Girardin (1857-1924), arrière-arrière-petit-fils de René Louis de Girardin, vend sa collection lié à Jean-Jacques Rousseau. René de Girardin était le propriétaire du château d'Ermenonville et dernier protecteur du philosophe. Son descendant avait accumulé une collection d'autographes, de livres, de documents et d'objets en lien avec Rousseau. Cette collection entre au musée de l'abbaye de Chaalis, à trois kilomètres de son lieu d'origine. La collection comprend quatre cents objets d'art, cinq cents manuscrits et une bibliothèque de six cents ouvrages. Elle est complétée par un autre don effectué par M. Dehaynin, comprenant les archives de Madame Dupin, amie du philosophe. Un buste de Rousseau sculpté par Jean-Antoine Houdon (1778) y est exposé. Il a été acquis par Nélie Jacquemart en 1899 et a été légué à l'Institut. La galerie Jean-Jacques Rousseau fait l'objet d'un réaménagement au cours de l'année 2012 à l'occasion du tricentenaire de la naissance du philosophe. Les trois salles abordent la vie et l'œuvre de Rousseau à travers différents thèmes : ses liens avec Ermenonville, ses écrits, son activité de copiste de musique grâce à la présentation de très rares partitions écrites de sa main, son approche de la nature, avec l'exposition d'herbiers réalisés par lui ou par le botaniste Fusée-Aublet. Elle présente enfin des estampes et objets à son effigie reflétant la Rousseau-mania après sa mort,.
Deux salles de cette même aile sont appelées « salles Amic » : elles contiennent la collection donnée par Henri Amic, romancier et dramaturge, à l'Académie française en 1927. Ces deux pièces présentent depuis 1932 une collection d'objets et de meubles en bois de Sainte-Lucie, un artisanat originaire de Lorraine utilisant un bois dur et datant des XVIIe et XVIIIe siècles, des montres de la même époque et des objets d'arts chinois et japonais. La collection contient enfin des peintures et dessins de deux artistes amis d'Amic : Pascal Dagnan-Bouveret et Jules Bastien-Lepage. Un buste en plâtre de ce dernier signé Auguste Rodin y est exposé.

#### Appartements de Nélie Jacquemart
Dans l'aile est du premier étage, se trouvent les anciens appartements privés de Nélie Jacquemart. Ils comprennent sa chambre à coucher au lit de style Louis XV et décorée de portraits de François Boucher, Louis-Michel Van Loo, Jean-Baptiste Greuze, Rosalba Carriera. À côté se trouve l'ancienne salle de bain, décorée de boiseries de style Louis XVI et de glaces dans lesquelles une baignoire est encastrée. Le mobilier date de la même époque. Le boudoir attenant est lui aussi meublé dans le goût du XVIIIe siècle et présente un dessin de la collectionneuse signé Henri Regnault.
Dans les anciennes pièces de service de ces appartements, d'autres collections sont exposées à l'initiative de Louis Gillet : la pièce de la femme de chambre de Nélie Jacquemart, appelée depuis « chambre des Aigles », contient du mobilier de style Empire acquis par Édouard André en son temps, dont un lit Jacob-Desmalter. Une autre petite pièce a été transformée en cabinet chinois, présentant du mobilier venu d'Extrême-Orient ayant appartenu à Nélie Jacquemart. D'autres objets ici présentés ont été donnés par le collectionneur Jacques Bretounoux en 1995.

## Gestion et manifestations culturelles du domaine
Le domaine de l'abbaye de Chaalis est la propriété de l'Institut de France. Il est administré par l'intermédiaire d'une fondation abritée de droit privé appelée « fondation Jacquemart-André », créée au moment du legs de Nélie Jacquemart-André. Contrairement à l'autre élément constitutif de cette fondation, le musée Jacquemart-André à Paris, sa gestion n'a pas été déléguée à une société privée — Culturespaces en l'occurrence — mais le domaine reste toujours administré directement par l'Institut. Jean-Pierre Babelon en est le conservateur et le président de la fondation. Un administrateur employé par l'Institut gère le domaine au quotidien, il s'agit d'Alexis de Kermel depuis octobre 2020. Comme les autres musées de l'Institut de France, il n'est pas considéré comme un musée national, et ne bénéficie pas non plus du label musée de France,. Un service éducatif est assuré notamment par un enseignant détaché de l'Éducation nationale. Des ateliers sur le thème des parfums sont organisés toute l'année. Le tableau ci-dessous indique les chiffres de fréquentation du domaine disponibles.
| 2000   | 2001   | 2002   | 2003   | 2004   | 2005   | 2006   | 2007   | 2008   | 2009   | 2014   | 2015   | 2016   |
| ------ | ------ | ------ | ------ | ------ | ------ | ------ | ------ | ------ | ------ | ------ | ------ | ------ |
| 41 832 | 44 963 | 42 292 | 38 476 | 46 239 | 42 759 | 41 751 | 41 250 | 44 805 | 48 019 | 41 230 | 42 698 | 39 897 |

Dans le parc, se tiennent chaque année les journées de la rose, au cours du deuxième weekend du mois de juin. Ce salon d'horticulture et du jardinage rassemble une centaine d'exposants et une dizaine de milliers de visiteurs. Il est l'occasion de conférences et de concerts. Le conseil régional de Picardie y organise par ailleurs des spectacles à l'occasion du festival « Jardins en scène », de même que la communauté de communes du Pays de Valois tout au long de l'année. Enfin, Chaalis est adhérente à la « charte des abbayes et sites cisterciens d'Europe », qui regroupe plus de 150 sites liés à l'ordre cistercien ouverts au public.

## Abbaye dans la culture

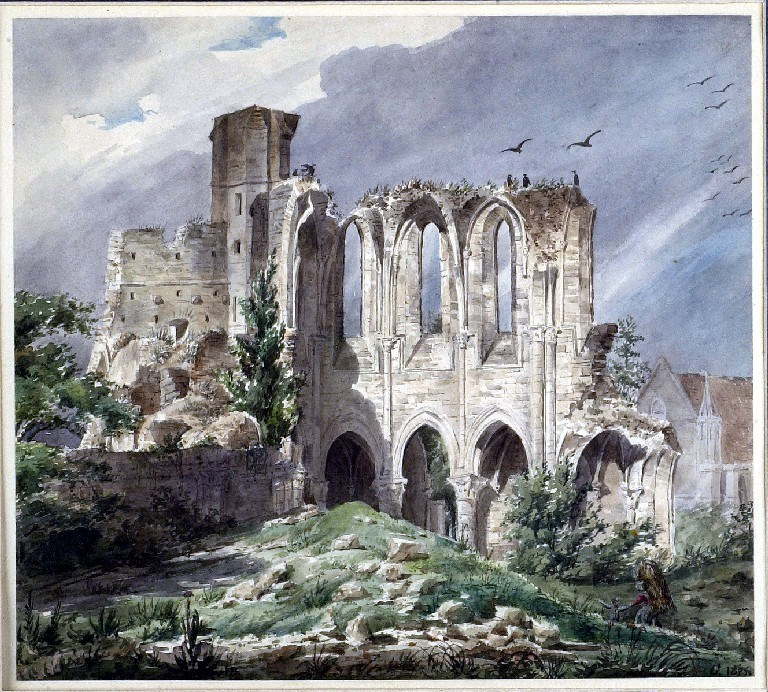
Ruines de l'abbaye de Chaalis par Pierre-Joseph Garrez.

Les ruines de l'abbaye se trouvent représentées dès le XVIIIe siècle : il s'agit d'un dessin à la sanguine représentant les ruines du cloître, d'Hubert Robert. Celui-ci a en effet participé tout près de là à la création du parc du château d'Ermenonville. En 1827, l'architecte prix de Rome Pierre-Joseph Garrez les représente à nouveau dans un dessin aquarellé, actuellement conservé au musée des beaux-arts de Nancy,. Pierre-Luc Ciceri a dessiné des aquarelles représentant les ruines de l'abbatiales vers 1864.
Bien que plusieurs écrivains soient venus dès le Moyen Âge et à la Renaissance à l'abbaye, il faut attendre le XIXe siècle pour voir évoquer l'abbaye dans la littérature. Gérard de Nerval, qui a passé son enfance à quelques kilomètres de l'abbaye, évoque le site dans La Bohème Galante, dans sa nouvelle Sylvie (sous-titrée « Souvenirs du Valois ») mais surtout le décrit dans Les Filles du feu. Dans une de ses Lettres à Angélique, il décrit ainsi les ruines de l'abbaye :

« La suite des ruines amenait encore à une tour et une chapelle. Nous montâmes à la tour. De là l'on distinguait toute la vallée, coupée d'étangs et de rivières, avec les longs espaces dénudés qu'on appelle le Désert d'Ermenonville, et qui n'offrent que des grès de teinte grise, entremêlés de pins maigres et de bruyères. Des carrières rougeâtres se dessinaient encore çà et là à travers les bois effeuillés, et ravivaient la teinte verdâtre des plaines et des forêts, où les bouleaux blancs, les troncs tapissés de lierre et les dernières feuilles d'automne se détachaient encore sur les masses rougeâtres des bois encadrés des teintes bleues de l'horizon. Nous redescendîmes pour voir la chapelle; c'est une merveille d'architecture. L'élancement des piliers et des nervures, l'ornement sobre et fin des détails, révélaient l'époque intermédiaire, entre le gothique fleuri et la Renaissance. »

L'abbaye est par ailleurs évoquée dans le livre Le Moine de Chaalis écrit par Fanny Reybaud et paru en 1843. Ce roman évoque l'abbaye dans les années 1770.
L'abbaye et son domaine servent par ailleurs de cadre à plusieurs scènes de films. Le premier long métrage à y être tourné est Judex, de Georges Franju en 1963. Il s'agit par la suite, le plus souvent, de films historiques comme : Le Colonel Chabert d'Yves Angelo en 1994, Le Libertin de Gabriel Aghion en 2000, Molière ou Le comédien malgré lui de Laurent Tirard en 2007, ou encore le téléfilm Napoléon en 2002. Il est également possible de reconnaître les ruines de l’église abbatiale et chapelle dans La Voie lactée de Luis Buñuel en 1969, Hommes, femmes, mode d'emploi de Claude Lelouch en 1996, Le Raid de Djamel Bensalah en 2002 ou encore Les femmes du 6e étage de Philippe Le Guay en 2011. Enfin, quelques scènes de la comédie Les Visiteurs, en 1993, y ont été tournées.